# Augusto
Augusto (em latim: Gaius Iulius Caesar Octavianus Augustus; Roma, 23 de setembro de 63 a.C. – Nuvlana, 19 de agosto de 14) foi o fundador do Império Romano e seu primeiro imperador, governando de 27 a.C. até sua morte em 14 d.C. Nascido Caio Otávio, pertenceu a um rico e antigo ramo equestre da família plebeia dos Otávios. Depois do assassinato de seu tio-avô Júlio César em 44 a.C., o testamento de César nomeou Otávio como seu filho adotivo e herdeiro. Junto com Marco Antônio e Lépido, formou o Segundo Triunvirato e derrotou os assassinos de César. Após a vitória na Batalha de Filipos, os três dividiram a República Romana entre si, passando a governar como ditadores militares. O triunvirato foi posteriormente posto de lado sob as ambições conflitantes de seus membros: Lépido foi exilado e despojado de sua posição e Marco Antônio cometeu suicídio após sua derrota na Batalha de Áccio em 31 a.C..
Após o fim do Segundo Triunvirato, Augusto restaurou a fachada externa de república livre, com o poder governamental investido no senado romano, os magistrados executivos e as assembleias legislativas. Porém, na realidade, manteve seu poder autocrático sobre a República como um ditador militar. Por lei, reteve um conjunto de poderes atribuídos vitaliciamente pelo senado, incluindo o comando militar supremo e aqueles de tribuno e censor. Criou o primeiro programa de previdência pública do mundo, assegurando a lealdade do exército, tornando-se algo que nenhum romano havia sido antes: o comandante em chefe de todas as Forças Armadas. Rejeitou os títulos monárquicos e em vez disso denominou-se "Primeiro Cidadão do Estado" (Princeps Civitatis). O quadro constitucional resultante tornou-se conhecido como o Principado, a primeira fase do Império Romano.
O reinado de Augusto iniciou uma era de relativa paz conhecida como Pax Romana ("Paz Romana"). Apesar de contínuas guerras de expansão nas fronteiras imperiais e uma guerra civil de um ano devido à sucessão imperial, o mundo romano esteve praticamente livre de conflitos em larga escala por mais de dois séculos. Ele dramaticamente aumentou o império, anexando Egito, Dalmácia, Panônia, Nórica e Récia, expandindo as possessões da África e Germânia e completando a conquista da Hispânia. Além das fronteiras, protegeu o Império com uma região tampão composta por Estados clientes e fez paz com o Império Parta por vias diplomáticas. Reformou o sistema romano de tributação, desenvolveu redes de estradas com um sistema de correio oficial, estabeleceu um exército permanente e a guarda pretoriana, criou serviços oficiais de policiais e bombeiros para Roma e reconstruiu grande parte da cidade durante seu reinado.
Augusto morreu em 14 d.C., com 75 anos. Pode ter morrido de causas naturais, embora tenha havido rumores não confirmados de que sua esposa Lívia Drusa o teria envenenado. Foi sucedido como imperador por seu filho adotivo Tibério (também enteado e, anteriormente, cunhado). Com 41 anos, foi o soberano com maior tempo de mandato em Roma.

## Nomes
Ao longo de sua vida, Augusto foi conhecido por muitos nomes:
- Ao nascer, foi chamado Caio Otávio (Gaius Octavius) em homenagem a seu pai biológico. Os historiadores tipicamente referem-se a ele simplesmente como Otávio (ou Otaviano) entre seu nascimento em 63 a.C. e sua adoção por Júlio César em 44 a.C. (depois da morte de Júlio César);[4]
- Com sua adoção por César, tomou o nome de seu pai adotivo e tornou-se Caio Júlio César Otaviano (Caius Julius Caesar Octavianus), de acordo com o padrão romano de nomenclatura por adoção. Ele abandonou o "Otaviano" rapidamente e seus contemporâneos se referiam a ele como "César" durante o período, porém os historiadores chamam-no Otaviano entre 44 a.C. e 27 a.C.;[5][6]
- Em 42 a.C., Otaviano iniciou o Templo do Divino Júlio, ou Templo do Cometa Estelar, e adicionou "Filho do Divino" (Divi Filius) em seu nome, visando fortalecer seus laços políticos com os antigos soldados de César, após a deificação deste, tornando-se Caio Júlio César, Filho do Divino (Gaius Julius Caesar Divi Filius);[7]
- Em 38 a.C., Otaviano substituiu seu prenome "Caio" e seu nome "Júlio" por "Imperador" (Imperator), o título com o qual as tropas saudavam o seu líder após um sucesso militar, tornando-se oficialmente "Imperador César, Filho do Divino" (Imperator Caesar Divi Filius).[8]
- Em 27 a.C., após a derrota de Marco Antônio e Cleópatra, o senado romano votou novos títulos para ele, que se tornou oficialmente "Imperador César, Filho do Divino, Augusto" (Imperator Caesar Divi Filius Augustus).[8][nt 4] Foi nos eventos de 27 a.C. que obteve seu tradicional nome de Augusto, que os historiadores usam para se referir a ele desde esta época até sua morte em 14 d.C..

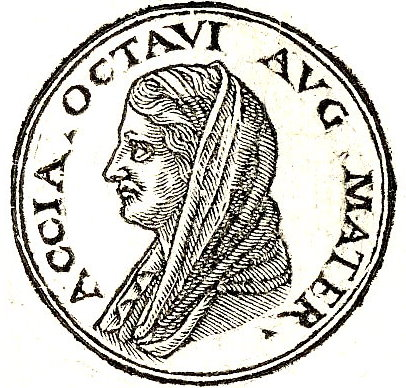
Ácia segundo o Promptuarii Iconum Insigniorum

## Biografia

### Primeiros anos
Enquanto sua família paterna provinha da cidade de Velitras, a aproximadamente 40 km de Roma, Otávio nasceu na capital em 23 de setembro de 63 a.C., na Cabeça do Touro, uma pequena propriedade no Palatino, muito próxima ao Fórum Romano. A ele foi dado o nome "Caio Otávio Turino", sendo seu cognome uma possível alusão à vitória de seu pai em Túrio contra um bando de escravos rebeldes. Devido à lotação de Roma à época, Otávio foi levado por seu pai para ser criado em Velitras. Ele menciona somente brevemente a família equestre de seu pai em suas memórias. Seu tataravô foi um equestre, seu bisavô paterno foi um tribuno militar da província romana da Sicília durante a Segunda Guerra Púnica, seu avô serviu em várias funções políticas locais e seu pai foi governador da Macedônia. Sua mãe, Ácia, era sobrinha de Júlio César.
Seu pai morreu em 59 a.C., quando ele tinha quatro anos. Sua mãe casou-se em 56 a.C. com Lúcio Márcio Filipo, que havia sido propretor da Síria. Filipo alegou descender de Alexandre, o Grande e foi eleito cônsul em 56 a.C.. Filipo nunca teve muito interesse pelo jovem Otávio e, por isso, ele foi criado por sua avó, Júlia César, a Jovem, irmã de Júlio César. Ela morreu em 52 ou 51 a.C. e Otávio realizou a oração fúnebre.

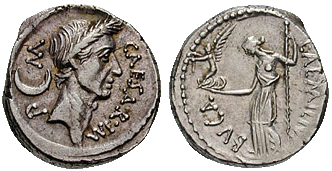
Denário de, mostrando Júlio César no anverso e Vênus no reverso

A partir deste momento, sua mãe e seu padrasto desempenharam um papel mais ativo em sua criação. Ele vestiu a toga viril quatro anos depois e foi eleito para o Colégio dos Pontífices em 47 a.C.. No ano seguinte, foi responsável pelos jogos gregos, que foram realizados em honra ao Templo de Vénus Genetrix, construído por Júlio César. De acordo com Nicolau de Damasco, Otávio desejava juntar-se à equipe de César em sua campanha na África, mas desistiu quando sua mãe protestou.
Em 46 a.C., Ácia consentiu que se juntasse a Júlio César na Hispânia, onde planejava lutar contra as forças de Pompeu, o último inimigo de César, mas Otávio adoeceu e ficou impossibilitado de viajar. Quando se recuperou, velejou à fronte, mas naufragou. Após alcançar a costa com alguns companheiros, cruzou território hostil ao campo de César, impressionando consideravelmente seu tio-avô. Veleio Patérculo registra que, depois desse momento, César permitiu que o jovem compartilhasse sua carruagem. Ao voltar a Roma, César depositou novo testamento com as virgens vestais, nomeando Otaviano como seu primeiro beneficiário.

### Ascensão ao poder

#### Herdeiro de César

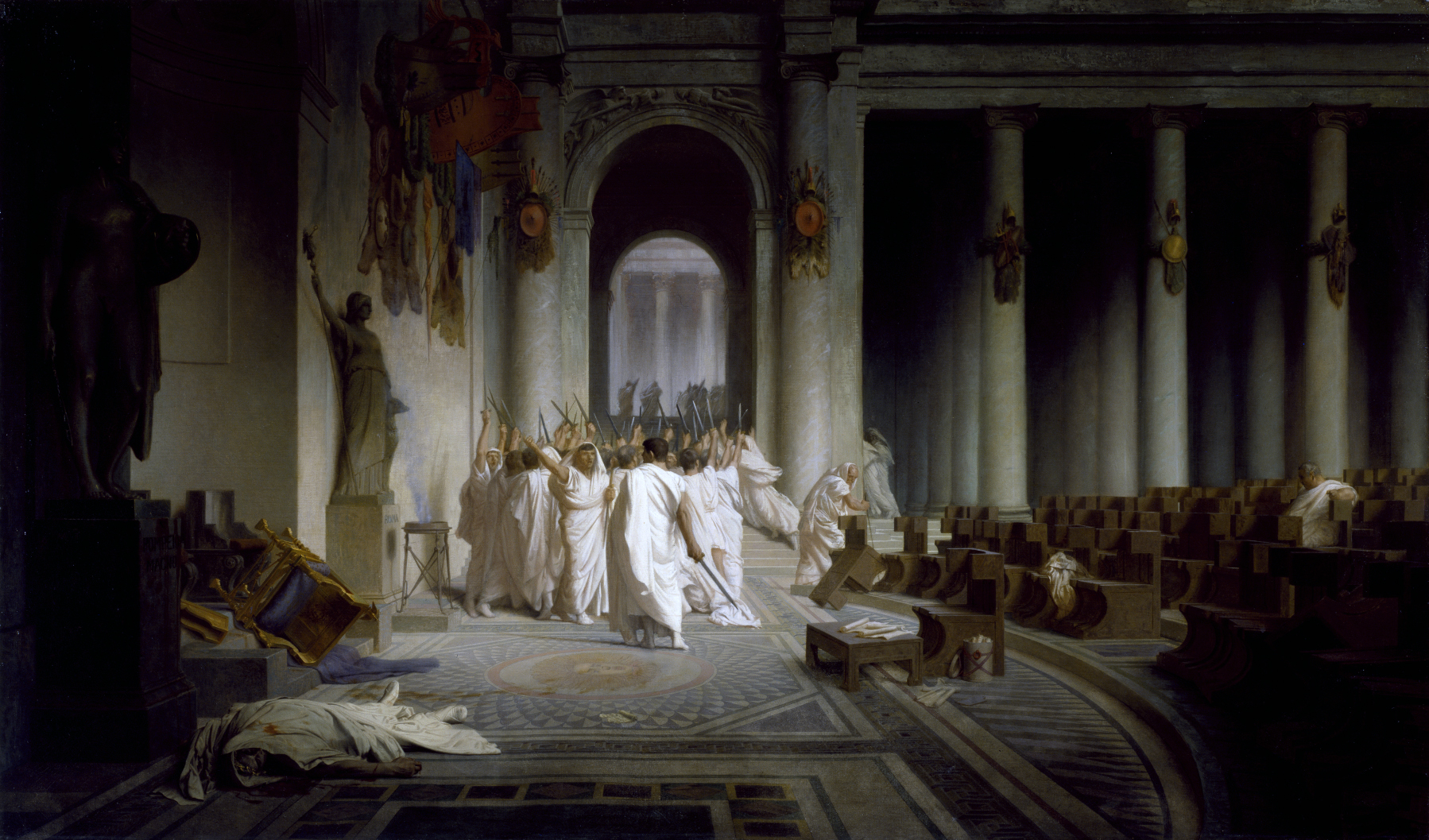
A Morte de César, por Jean-Léon Gérôme (1867). Em 15 de março de, Júlio César foi assassinado por uma conspiração liderada por Marco Júnio Bruto e Caio Cássio Longino. Museu de Arte Walters, Baltimore

Otaviano estava estudando e passando por treinamento militar em Apolônia, na província romana da Ilíria, quando César foi morto nos Idos de Março, em 15 de março de 44 a.C.. Rejeitando o conselho de alguns oficiais do exército para refugiar-se com as tropas na Macedônia, navegou à Itália para verificar se tinha potenciais fortunas política ou financeira. César não tinha filhos vivos legítimos sob as leis de Roma, e por isso havia adotado Otávio como seu herdeiro. Marco Antônio, mais tarde, acusou Otaviano de ter obtido sua adoção por César por meio de favores sexuais, embora Suetônio, em sua obra Vida dos Doze Césares, descreva a acusação como calúnia política. Após desembarcar em Lúpias, próximo de Brundísio (atual Brindisi), Otávio soube do conteúdo do testamento de César e só então decidiu tornar-se seu herdeiro político, bem como de dois terços de seu patrimônio.
Após a sua adoção, Otávio assumiu o nome de seu tio-avô, Caio Júlio César. Os romanos que eram adotados por uma nova família geralmente mantinham seus nomes antigos na forma de cognome (por exemplo, Otaviano por alguém que tivesse sido Otávio). Porém, não há evidência de que tenha portado oficialmente o nome Otaviano, pois isto teria tornado suas origens modestas muito óbvias. Os historiadores costumam se referir ao novo César como Otaviano no período entre sua adoção e a assunção do nome Augusto, em 27 a.C., para evitar a confusão do ditador morto com seu herdeiro.
Para fazer uma entrada bem-sucedida nos altos escalões da hierarquia política romana, Otaviano não podia se basear em seus fundos limitados. Após uma calorosa recepção pelos soldados de César em Brundísio, exigiu uma parte dos recursos que haviam sido alocados à pretendida guerra contra o Império Parta no Oriente Médio. Isso equivalia a 700 milhões de sestércios armazenados em Brundísio, o campo de preparação na Itália às operações militares no Oriente.
Uma investigação senatorial posterior a respeito do desaparecimento dos recursos públicos não levou a ação alguma contra Otaviano, uma vez que ele subsequentemente usou o dinheiro para recrutar tropas contra o inimigo do senado, Marco Antônio. Otaviano fez outro movimento ousado em 44 a.C., quando, sem permissão oficial, apropriou-se do tributo anual que havia sido enviado pela província romana do Oriente Próximo à Itália.

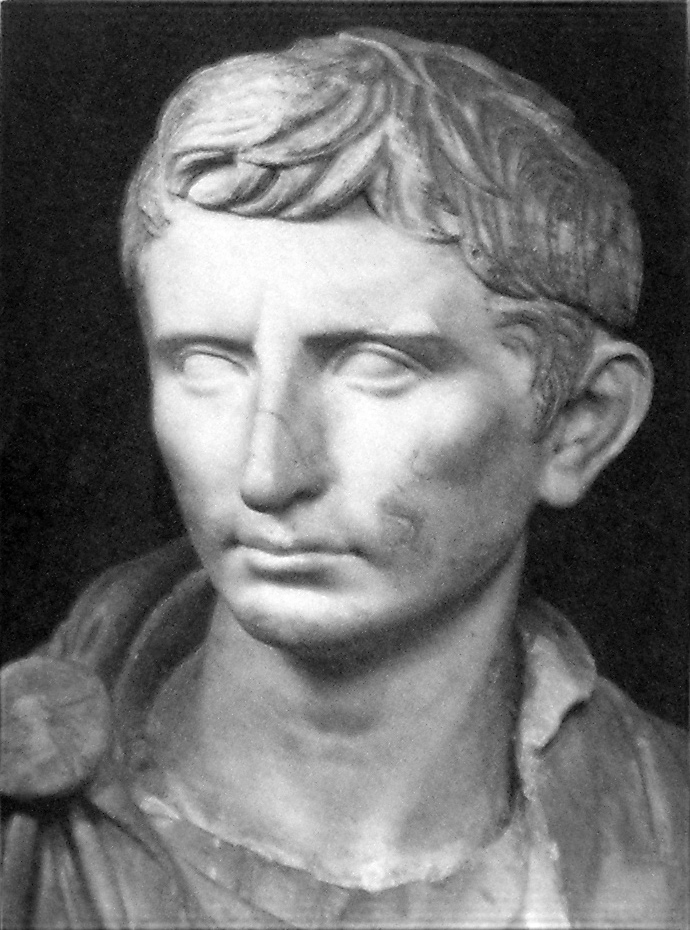
Busto de Otaviano datado de ca. Museus Capitolinos

Otaviano começou a reforçar suas forças pessoais com legionários veteranos de César e com tropas designadas à guerra na Pártia, coletando apoio ao enfatizar sua condição de herdeiro de César. Em sua marcha para Roma através da Itália, a presença de Otaviano com fundos recém-adquiridos atraiu muitos e conquistou vários ex-veteranos de Júlio César estacionados em Campânia. Até o mês de junho, havia formado um exército de 3 000 veteranos leais, pagando para cada um o salário de 500 denários.

#### Tensões crescentes
Ao chegar a Roma em 6 de maio de 44 a.C., Otaviano encontrou o cônsul Marco Antônio, antigo colega de Júlio César, em uma incômoda trégua com os assassinos do ditador; a eles havia sido garantida uma anistia geral em 17 de março, porém Antônio conseguiu conduzir a maioria deles para fora de Roma. Isto se deveu ao discurso "inflamado" feito por ele no funeral de César, que criou uma opinião pública contrária aos assassinos.
Marco Antônio estava acumulando apoio político, mas Otaviano ainda tinha a oportunidade de rivalizar com ele como principal membro da facção dos apoiadores de César. Marco Antônio tinha perdido o apoio de muitos romanos e apoiadores de Júlio César quando, inicialmente, opôs-se à moção para elevá-lo ao estatuto de divino. Otaviano não conseguiu persuadir Marco Antônio a renunciar ao dinheiro do ditador para si. Contudo, durante o verão, conseguiu ganhar apoio dos cesarianos simpatizantes, que viram o jovem herdeiro como o mal menor e esperavam manipulá-lo ou ser pacientes com ele durante seus esforços para livrarem-se de Marco Antônio.
Otaviano começou a fazer causa comum com os Optimates, os antigos inimigos de Júlio César. Em setembro, o principal orador optimate, Marco Túlio Cícero, começou a atacar Marco Antônio numa série de discursos retratando-o como uma ameaça à ordem republicana. Com a opinião em Roma virando-se contra ele e seu ano de poder consular próximo do fim, Antônio tentou aprovar leis que lhe dariam controle sobre a Gália Cisalpina, que tinha sido atribuída como parte de sua província por Décimo Júnio Bruto Albino, um dos assassinos de César.
Enquanto isso, Otaviano criou um exército privado na Itália mediante o recrutamento de veteranos cesarianos e, em 28 de novembro, adquiriu duas legiões de Antônio com a oferta tentadora de ganho monetário. Em face da grande e capaz força de Otaviano, Antônio notou o perigo de permanecer em Roma e, para o alívio do senado, fugiu à Gália Cisalpina, que devia ser-lhe entregue em 1 de janeiro.

#### Primeiro conflito com Antônio

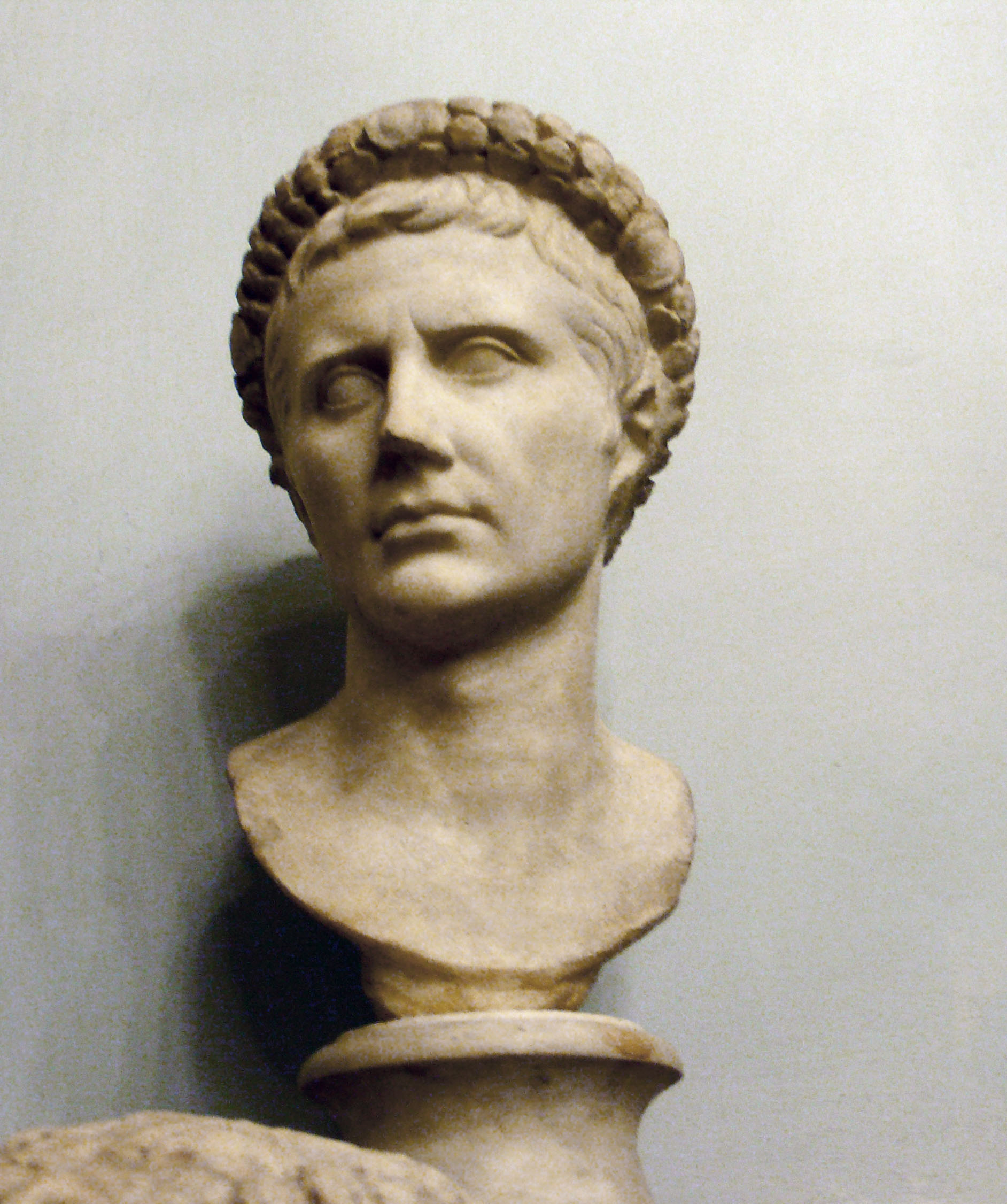
Busto de Augusto
Museus Capitolinos, Roma

Depois de Décimo Bruto recusar-se a entregar a Gália Cisalpina, Marco Antônio sitiou-o em Mutina. As resoluções aprovadas pelo senado para parar a violência foram rejeitadas por Antônio, uma vez que o senado não tinha um exército próprio para enfrentá-lo; isto forneceu uma oportunidade para Otaviano, que já era conhecido por ter forças armadas. Cícero também defendeu Otaviano contra as provocações de Antônio sobre a falta de linhagem nobre de Otaviano e a imitação do nome de Júlio César, afirmando que "não temos exemplo mais brilhante de piedade tradicional entre nossa juventude".
Por insistência de Cícero, o senado nomeou Otaviano como senador em 1 de janeiro de 43 a.C. e ainda lhe conferiu poder de voto ao lado dos ex-cônsules. Além disso, foi-lhe garantido imperium (poder de comando), o que tornou legal seu comando de tropas, sendo enviado então para aliviar o cerco junto com Hírcio e Pansa (os cônsules de 43 a.C.). Em abril de 43 a.C., as forças de Antônio foram derrotadas nas batalhas de Fórum dos Galos e Mutina e ele foi forçado a se retirar à Gália Transalpina. Entretanto, ambos os cônsules foram mortos, o que deixou Otaviano como comandante único de seus exércitos.
O senado atribuiu a Décimo Bruto muito mais recompensas que a Otaviano por derrotar Antônio, e ainda tentou dar-lhe o comando das legiões consulares, o que fez Otaviano decidir não cooperar. Ele se instalou na planície Padana e se recusou a ajudar em qualquer outra ofensiva contra Antônio. Em julho, uma embaixada de centuriões enviada por Otaviano entrou em Roma e exigiu que recebesse o consulado deixado vago por Hírcio e Pansa. Otaviano também exigiu que o decreto que declarava Antônio um inimigo público fosse revogado. Quando isto foi recusado, marchou sobre a cidade com oito legiões. Não encontrou oposição militar em Roma, e em 19 de agosto de 43 a.C. foi eleito cônsul, com seu parente Quinto Pédio como co-cônsul. Nesse meio-tempo, Antônio formou uma aliança com Marco Emílio Lépido, outro proeminente cesariano.

### Segundo Triunvirato

#### Proscrições

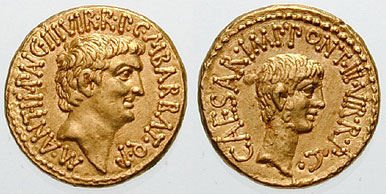
Áureo portando as efígies de Marco Antônio (esquerda) e Otaviano (direita), emitido em para celebrar o estabelecimento do Segundo Triunvirato por Otaviano, Antônio e Lépido em. Ambos os lados carregam a inscrição "III VIR R P C", que significa "Um dos três homens à Regulação da República"

Em uma reunião próximo a Bonônia (atual Bolonha) em outubro de 43 a.C., Otaviano, Marco Antônio e Lépido formaram uma junta chamada Segundo Triunvirato. Esta atribuição explícita de poderes especiais por cinco anos foi suportada por lei aprovada pelas plebes, diferentemente do não oficial Primeiro Triunvirato de Pompeu, Júlio César e Marco Licínio Crasso. Os triúnviros então colocaram em prática proscrições, nas quais 300 (segundo Apiano) ou 130 (segundo Tito Lívio) senadores e 2 000 equestres foram estigmatizados como criminosos e privados de suas propriedades, bem como, para os que não conseguiram escapar, de suas vidas. Este decreto emitido pelo triunvirato foi motivado em parte pela necessidade de levantar fundos para pagar os salários das tropas para o conflito próximo com os assassinos de César, Marco Júnio Bruto e Caio Cássio Longino. Recompensas pela prisão deles deu incentivo aos romanos para capturar os proscritos, enquanto seus bens móveis e imóveis foram apreendidos pelos triúnviros.
Os historiadores romanos contemporâneos fornecem registros conflitantes sobre qual triúnviro foi mais responsável pelas proscrições e assassinatos, embora todas as fontes concordem que promulgar as proscrições foi um meio às três facções eliminarem inimigos políticos. Marco Veleio Patérculo afirmou que Otaviano tentou evitar proscrever oficiais, enquanto Lépido e Antônio foram responsáveis por iniciá-los. Dião Cássio defendeu Otaviano por tentar poupar o maior número possível, enquanto Antônio e Lépido, que eram mais velhos e estavam há mais tempo na política, tinham muito mais inimigos para lidar.
Esta alegação foi rejeitada por Apiano, que sustentou que Otaviano compartilhava um interesse comum com os demais triúnviros na erradicação de seus inimigos. Suetônio apresentou o caso de que Otaviano, embora relutante de início em proscrever oficiais, na verdade perseguiu seus inimigos com mais rigor que os outros triúnviros. Plutarco descreveu as proscrições como uma troca cruel e impiedosa de amigos e familiares entre Antônio, Lépido e Otaviano. Por exemplo, Otaviano permitiu a proscrição de seu aliado Cícero, Antônio a de seu tio materno Lúcio Júlio César (o cônsul de 64 a.C.) e Lépido, de seu irmão Paulo.

#### Batalha de Filipos e divisão do território

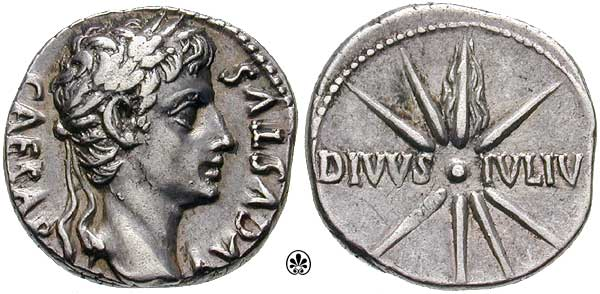
Denário cunhado ca.. Anverso: César Augusto (CAESAR AVGVSTVS); reverso: "Júlio Divino" (DIVVS IVLIV[S])

Em 1 de janeiro de 42 a.C., o senado postumamente reconheceu Júlio César como uma divindade do Estado romano, Júlio Divino (Divus Iulius). Otaviano foi capaz de promover sua causa ao reforçar o fato de que era o "Filho do Divino" (Divi Filius). Antônio e Otaviano então enviaram 28 legiões por mar para enfrentar os exércitos de Bruto e Cássio, que tinham construído sua base de poder na Grécia. Após duas batalhas em Filipos, na Macedônia, em outubro de 42 a.C. o exército dos triúnviros foi vitorioso e Bruto e Cássio cometeram suicídio. Marco Antônio usaria mais tarde os exemplos destas batalhas como um meio para menosprezar Otaviano, pois ambas foram decisivamente vencidas com o uso das forças de Antônio. Além de reivindicar a responsabilidade pelas vitórias, Antônio também estigmatizou Otaviano como um covarde por entregar seu controle militar direto para Marco Vipsânio Agripa.
Depois de Filipos, um novo arranjo territorial foi feito entre os membros do Segundo Triunvirato. A Gália, as províncias da Hispânia e Itália foram colocadas nas mãos de Otaviano.  Antônio viajou para o Egito, onde aliou-se com Cleópatra (r. 51–30 a.C.), a antiga amante de Júlio César e mãe de seu infante, Cesarião. Para Lépido restou a província da África, bloqueado por Antônio, que concedeu a Hispânia a Otaviano. Otaviano ficou com a missão de decidir onde, na Itália, seriam assentadas as dezenas de milhares de veteranos da campanha macedônia, que os triúnviros tinham prometido dispensar. Os soldados, que tinham lutado ao lado de Bruto e Cássio e poderiam facilmente aliar-se com um oponente político de Otaviano se não apaziguados, também exigiam terras. Não havia mais terras controladas pelo governo para lotear como assentamentos para seus soldados, então Otaviano tinha que escolher entre duas opções: alienar muitos cidadãos romanos por meio de confiscos, ou alienar muitos soldados que poderiam criar uma considerável oposição contra ele. Otaviano escolheu a primeira. Dezoito cidades romanas foram afetadas pelos novos assentamentos, com populações inteiras sendo expulsas ou pelo menos parcialmente expropriadas.

#### Rebelião e alianças matrimoniais

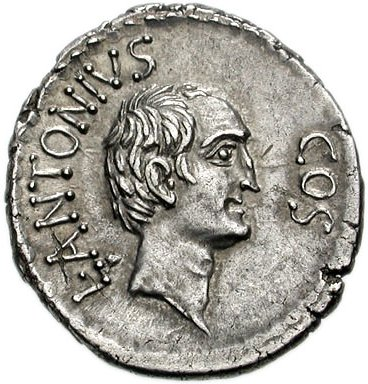
Denário de Lúcio Antônio

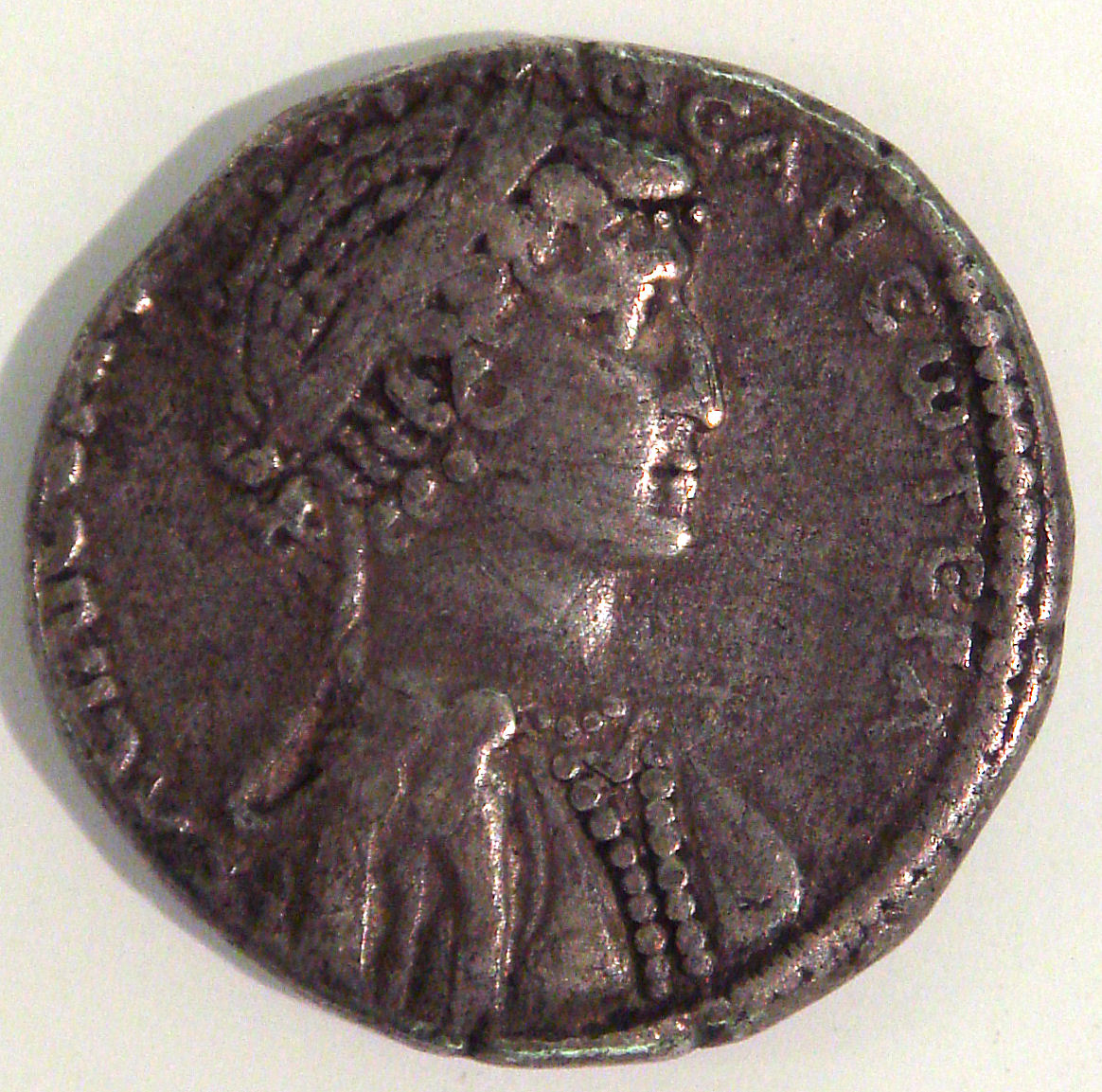
Moeda com efígie de Cleópatra

Houve insatisfação generalizada com Otaviano em função dos assentamentos dos seus soldados, e isto encorajou muitos a unirem-se a Lúcio Antônio, irmão de Marco Antônio e apoiado pela maioria do senado. Enquanto isso, Otaviano pediu o divórcio de Clódia Pulcra, filha de Fúlvia e seu primeiro marido, Públio Clódio Pulcro. Alegando que seu casamento nunca tinha sido consumado, retornou-a para sua mãe, que agora era esposa de Marco Antônio. Decidida a agir, Fúlvia, junto com Lúcio Antônio, levantou um exército na Itália para lutar pelos direitos de Antônio contra Otaviano. Lúcio e Fúlvia fizeram uma aposta política e marcial ao se oporem a Otaviano, uma vez que o exército romano ainda dependia dos triúnviros para seus salários. Lúcio e seus aliados terminaram sitiados na Perúsia, onde Otaviano forçou-os a se render no começo de 40 a.C..
Lúcio e seu exército foram poupados, devido a seu parentesco com Antônio, o homem forte do Oriente, enquanto Fúlvia foi exilada em Sicião. Otaviano, contudo, não mostrou misericórdia com os aliados de Lúcio. Em 15 de março, aniversário do assassinato de Júlio César, executou 300 senadores e equestres por se aliarem a Lúcio. Perúsia também foi pilhada e incendiada como um aviso para outros. Este evento sangrento maculou a reputação de Otaviano e foi criticado por muitos, como o poeta augustano Sexto Propércio.
Sexto Pompeu, filho do triúnviro Pompeu e ainda um general renegado após a vitória de Júlio César sobre seu pai, foi estabelecido na Sicília e Sardenha como parte de um acordo firmado com o Segundo Triunvirato em 39 a.C.. Antônio e Otaviano estavam competindo por uma aliança com Pompeu, que era um membro do partido republicano, ironicamente não da facção cesariana. Otaviano conseguiu uma aliança temporária em 40 a.C. ao casar-se com Escribônia, irmã de Lúcio Escribônio Libão, um apoiador e sogro de Pompeu. Escribônia deu à luz a única filha natural de Otaviano, Júlia, que nasceu no mesmo dia em que ele se divorciou de Escribônia para se casar com Lívia Drusa, pouco mais de um ano depois do casamento deles.
Enquanto estava no Egito, Antônio envolveu-se em um caso amoroso com Cleópatra e teve três filhos com ela. Ciente da deterioração de sua relação com Otaviano, Antônio deixou Cleópatra e navegou à Itália com uma grande força para se opor a ele, impondo cerco a Brundísio (atual Brindisi). Este novo conflito, porém, provou-se insustentável para ambos. Seus centuriões, que haviam se tornado importantes figuras políticas, recusaram-se a lutar devido a sua causa cesariana, e as legiões sob o seu comando seguiram o exemplo. Entrementes, em Sicião, a mulher de Antônio, Fúlvia, morreu de uma doença súbita, enquanto Antônio estava a caminho para se encontrar com ela. Esta morte e o motim dos centuriões levaram os dois triúnviros a buscar uma reconciliação.
No outono de 40 a.C., Otaviano e Antônio aprovaram o Tratado de Brundísio, pelo qual Lépido permaneceu na África, Antônio no Oriente e Otaviano no Ocidente. A península Itálica foi deixada aberta para recrutamento de soldados por todos, mas, na realidade, esta cláusula era inútil a Antônio no Oriente. Para cimentar ainda mais as relações de aliança com Marco Antônio, Otaviano ofereceu sua irmã, Otávia, a Jovem, em casamento ao colega triúnviro no final de 40 a.C.. Ao longo do casamento deles, Otávia deu-lhe duas filhas, conhecidas como Antônia, a Velha e Antônia, a Jovem.

#### Guerra com Sexto Pompeu

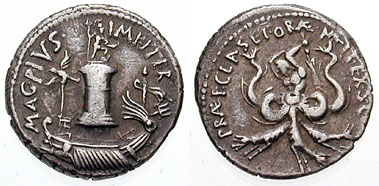
Denário de Sexto Pompeu, cunhado por sua vitória contra a frota de Otaviano. No anverso, o Farol de Messina que derrotou Otaviano, no reverso, o monstro Cila

Sexto Pompeu ameaçou Otaviano na Itália negando os carregamentos de cereais à península através do Mediterrâneo; seu próprio filho foi nomeado comandante naval, em esforço para provocar a fome geral na Itália. O controle de Pompeu sobre o mar levou-o a adotar o nome de "Filho de Netuno" (Neptuni Filius). Um acordo de paz temporário foi alcançado em 39 a.C. com o Tratado de Miseno, e o bloqueio da Itália foi encerrado quando Otaviano garantiu a Pompeu as províncias da Córsega e Sardenha, Sicília e o Peloponeso, assegurando-lhe também a futura posição de cônsul de 35 a.C..
O acordo territorial entre o triunvirato e Sexto Pompeu começou a desmoronar quando Otaviano divorciou-se de Escribônia e casou-se com Lívia Drusa em 17 de janeiro de 38 a.C.. Um dos comandantes navais de Pompeu o traiu e entregou a Córsega e Sardenha para Otaviano. Entretanto, Otaviano ainda carecia dos recursos necessários para confrontá-lo sozinho, portanto um acordo foi alcançado à extensão do Segundo Triunvirato por outro período de cinco anos, começando em 37 a.C..
Por apoiar Otaviano, Antônio esperava ganhar apoio em sua própria campanha contra o Império Parta, desejando vingar Roma de sua derrota em Carras em 53 a.C.. Em um acordo alcançado em Tarento, Antônio forneceu 120 navios para serem usados contra Pompeu, enquanto Otaviano ficou de enviar 20 000 legionários para Antônio usar contra a Pártia. Otaviano enviou apenas um décimo da quantidade prometida, o que Antônio viu como uma provocação intencional.

República Romana em

Otaviano e Lépido lançaram uma operação conjunta contra Sexto na Sicília em 36 a.C.. Apesar dos contratempos de Otaviano, a força naval de Sexto Pompeu foi quase inteiramente destruída em 3 de setembro pelo general Agripa na Batalha de Nauloco. Sexto fugiu com suas forças remanescentes para o leste, onde foi capturado e executado em Mileto no ano seguinte por um dos generais de Antônio. Como Lépido e Otaviano aceitaram a rendição das tropas de Pompeu, Lépido tentou reivindicar a Sicília para si, ordenando que Otaviano partisse. Porém, suas tropas desertaram para Otaviano, pois estavam cansadas de lutar e receberam uma sedutora promessa de dinheiro.
Lépido rendeu-se a Otaviano e foi autorizado a manter o título de pontífice máximo (chefe do colégio dos sacerdotes), porém foi removido do triunvirato, encerrando assim sua carreira pública, e efetivamente foi exilado na vila do Cabo Circei, na Itália. Os domínios romanos estavam agora divididos entre Otaviano no Ocidente e Antônio no Oriente. Para manter a paz e estabilidade em sua porção do Império, Otaviano assegurou aos cidadãos de Roma seus direitos de propriedade. Desta vez, assentou seus soldados dispensados fora da Itália, bem como retornou a seus antigos proprietários romanos 30 000 escravos que tinham fugido para juntar-se ao exército e marinha de Pompeu. Otaviano fez com que o senado garantisse imunidade tribunícia, ou sacrossantidade (sacrosanctitas) a ele, sua mulher e sua irmã, para assegurar sua própria segurança e a de Lívia e Otávia quando retornou para Roma.

#### Guerra com Antônio

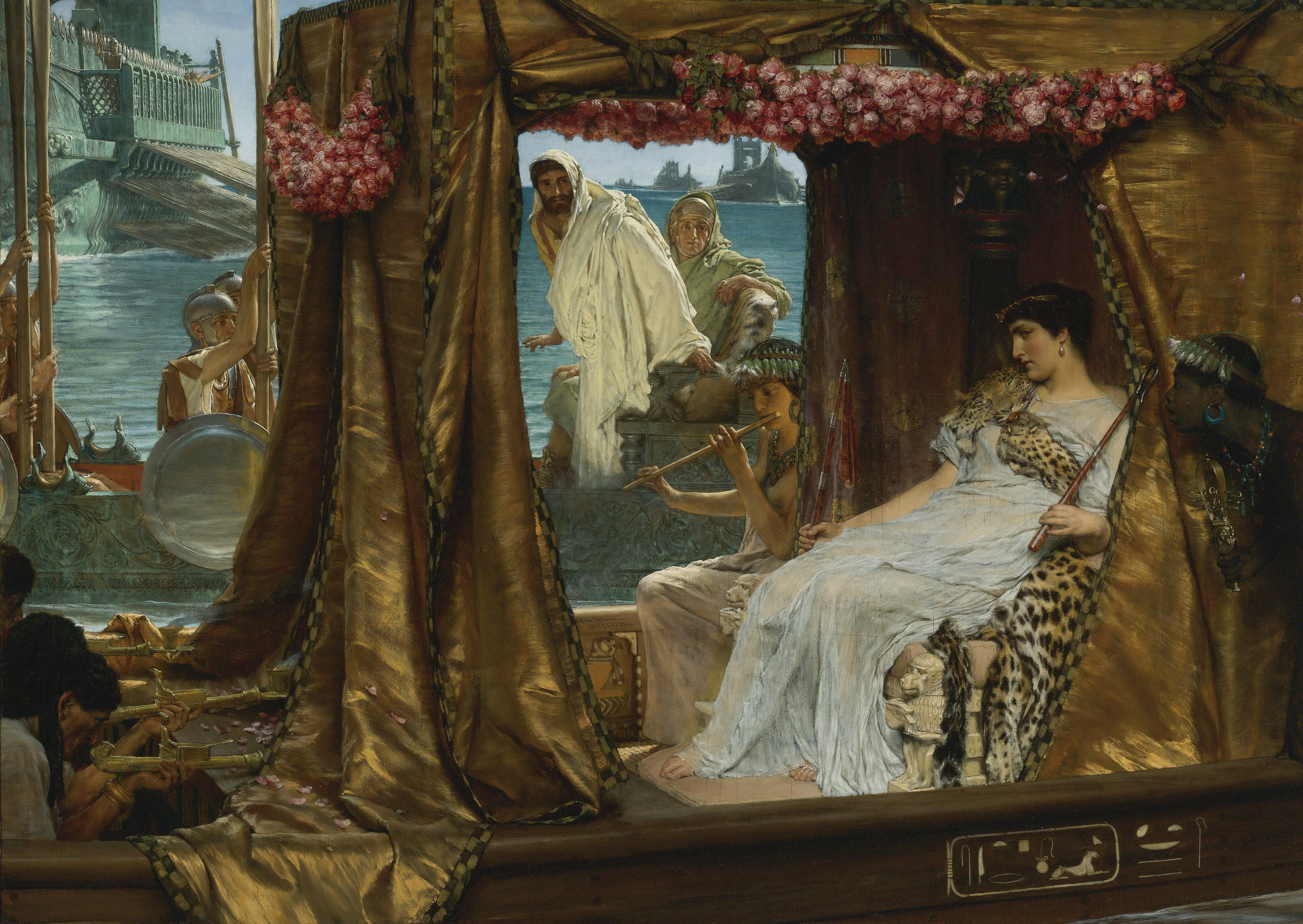
Antônio e Cleópatra,
por Lawrence Alma-Tadema

Nesse meio tempo, a campanha de Antônio contra a Pártia foi desastrosa, manchando sua imagem como um líder, e os meros 2 000 legionários enviados por Otaviano foram insuficientes para repor suas forças. Por outro lado, Cleópatra poderia restaurar as forças do exército de Antônio, e como ele já estava envolvido em um caso romântico com ela, decidiu enviar Otávia de volta para Roma. Otaviano usou isto para espalhar propaganda desfavorável a ele, alegando que estava se tornando menos que romano, pois havia rejeitado uma esposa romana legítima por uma "amante oriental". Em 36 a.C., Otaviano usou um estratagema político para parecer menos autocrático e Antônio mais vilão, ao proclamar que as guerras civis estavam chegando ao fim e que deixaria o cargo de triúnviro se Antônio fizesse o mesmo; Antônio recusou.
Após as tropas romanas capturarem o Reino da Armênia em 34 a.C., Antônio fez seu filho Alexandre Hélio o governante da Armênia. Ele também atribuiu a Cleópatra o título de "Rainha dos Reis", atos que Otaviano usou para convencer o senado de que Antônio tinha ambições de diminuir a preeminência de Roma. Quando Otaviano tornou-se cônsul mais uma vez em 1° de janeiro de 33 a.C., abriu a sessão seguinte no senado com um ataque veemente aos títulos e territórios concedidos por Antônio a seus parentes e a sua rainha.  A rixa entre Antônio e Otaviano levou uma grande parcela dos senadores, bem como os cônsules daquele ano, a deixar Roma e desertarem para Antônio. Otaviano, porém, recebeu dois desertores-chave de Antônio no outono de 32 a.C., Munácio Planco e Marco Tício. Eles lhe deram a informação de que precisava para confirmar com o senado todas as acusações feitas contra Antônio. Otaviano entrou à força no Templo de Vesta e confiscou o testamento secreto de Antônio, que prontamente divulgou. O testamento doava os territórios conquistados pelos romanos como reinos que seus filhos governariam, e designava Alexandria como o sítio à sua tumba e de sua rainha. No final de 32 a.C., o senado oficialmente revogou os poderes de Antônio como cônsul e declarou guerra ao regime de Cleópatra no Egito.

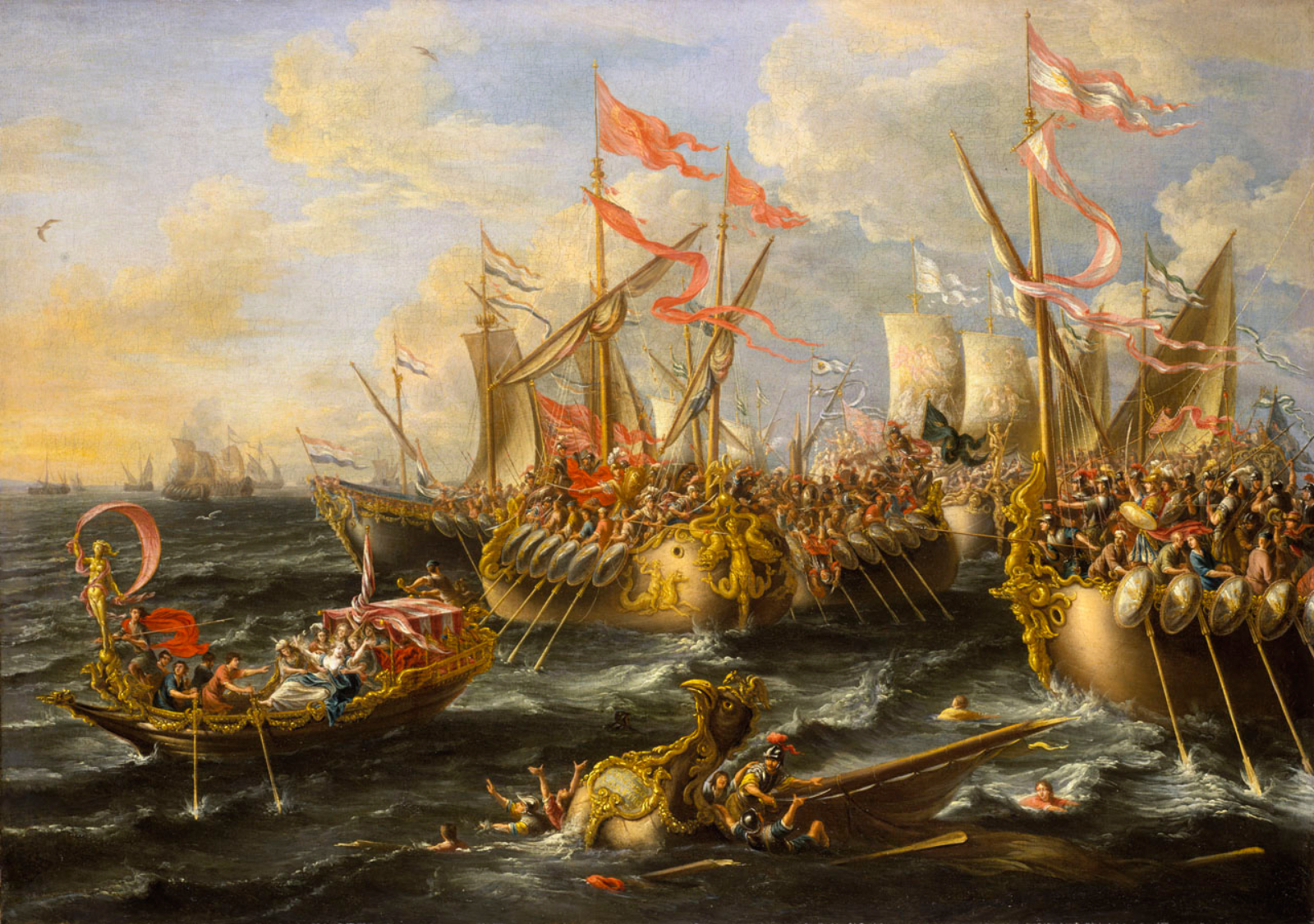
A Batalha de Áccio
Por Lorenzo A. Castro
Museu Marítimo Nacional, Londres

No começo de 31 a.C., enquanto Antônio e Cleópatra estavam temporariamente estacionados na Grécia, Otaviano ganhou uma vitória preliminar quando a marinha sob o comando de Agripa transportou com sucesso tropas através do Mar Adriático. Enquanto Agripa cortou as rotas marítimas de suprimento às forças de Antônio e Cleópatra, Otaviano desembarcou no continente, do lado oposto à ilha de Córcira, e marchou para sul. Presos por terra e mar, desertores do exército de Antônio fugiram para o lado de Otaviano, enquanto as forças de Otaviano estavam suficientemente confortáveis para se prepararem. Numa tentativa desesperada de se libertar do bloqueio naval, a frota de Antônio navegou através da baía de Áccio, na costa ocidental da Grécia. Foi lá que, em 2 de setembro de 31 a.C., a frota enfrentou uma armada muito maior, com navios mais manobráveis, sob o comando de Agripa e Caio Sósio na Batalha de Áccio. Antônio e suas forças remanescentes somente foram poupados devido ao último esforço da frota de Cleópatra, que estava esperando nas proximidades.
Otaviano os perseguiu e derrotou na  Batalha de Alexandria em 1 de agosto de 30 a.C., após a qual Antônio e Cleópatra cometeram suicídio. Antônio caiu sobre sua própria espada e foi levado por seus soldados para Alexandria, onde morreu nos braços de Cleópatra. A rainha egípcia morreu logo depois, supostamente pela mordida venenosa de uma víbora ou por veneno. Otaviano tinha aproveitado sua posição como herdeiro de César para promover sua própria carreira política, e estava bem ciente dos perigos em permitir que outro fizesse o mesmo. Assim, seguindo o conselho de Ário Dídimo de que "dois Césares são um em demasia", ordenou que Cesarião – filho de Júlio César com Cleópatra – fosse morto, mas poupou os filhos de Cleópatra com Antônio, com a exceção do filho mais velho de Antônio com Fúlvia. Otaviano tinha anteriormente mostrado pouca clemência com inimigos derrotados, e agiu de maneira que se mostrou impopular junto ao povo romano, entretanto foi elogiado por perdoar muitos de seus oponentes após a Batalha de Áccio.

### Otaviano torna-se Augusto

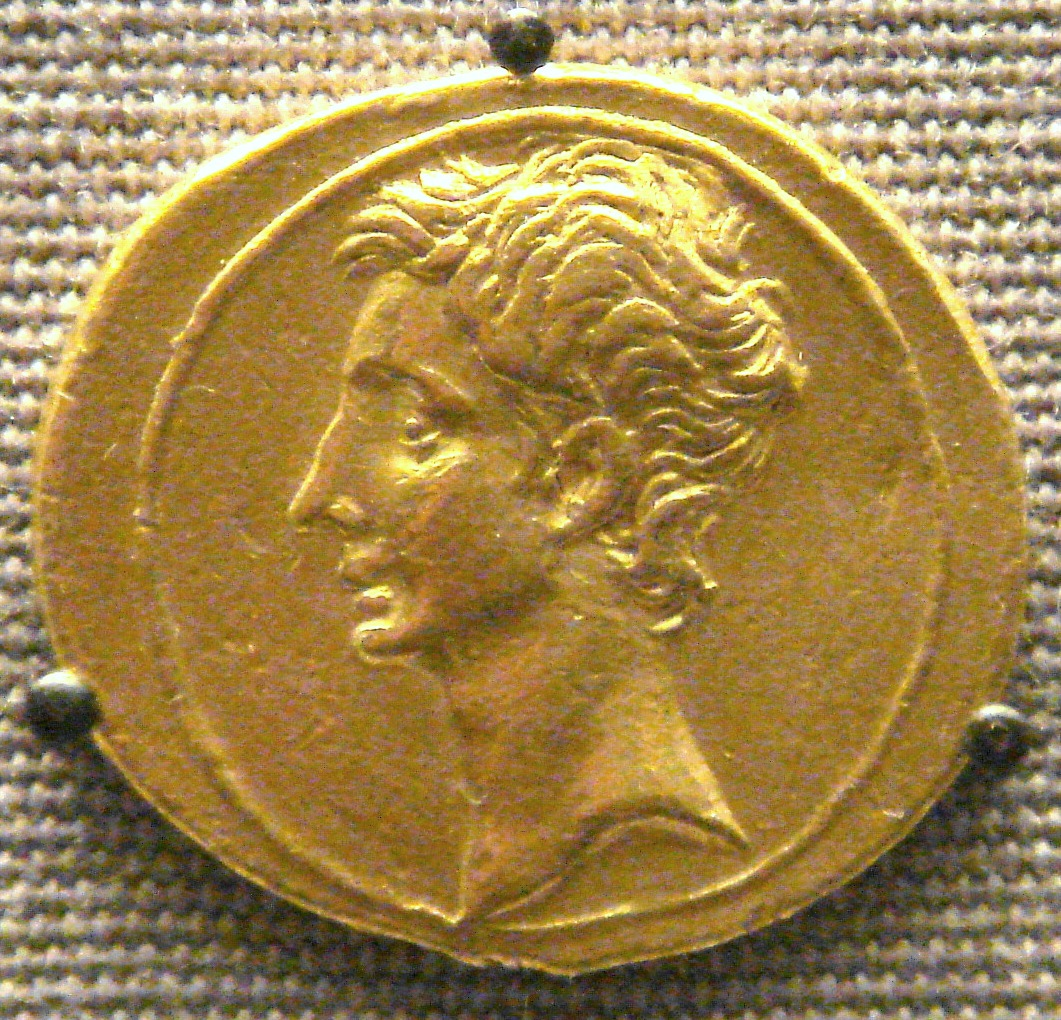
Áureo de Otaviano cunhado ca.

Após Áccio e a derrota de Antônio e Cleópatra, Otaviano estava em posição de governar a República inteira sob um Principado não oficial, porém teria que chegar a isto através de aumentos gradativos de poder. Ele fez isso cortejando o senado e o povo e confirmando as tradições republicanas de Roma, para parecer que não estava aspirando a ditadura ou a monarquia.
Anos de guerra civil tinham deixado Roma em um estado próximo ao da ilegalidade, mas a República não estava preparada para aceitar o controle de Otaviano como um déspota. Ao mesmo tempo, Otaviano não poderia simplesmente desistir de sua autoridade sem arriscar mais guerras civis entre os generais romanos, e mesmo que não desejasse qualquer posição de autoridade, sua posição exigia que olhasse para o bem-estar da cidade de Roma e das províncias. Os objetivos de Otaviano deste ponto em diante foram retornar Roma ao estado de estabilidade, legalidade tradicional e civilidade, levantando a pressão política ostensiva imposta sobre os tribunais e assegurando eleições livres – ao menos nominalmente.

#### Primeiro Pacto
Marchando sobre Roma, Otaviano e Marco Agripa foram eleitos como cônsules. Em 29 a.C., Otaviano fez uma exibição ao retornar com plenos poderes para o senado e abrir mão de seu controle sobre as províncias romanas e seus exércitos. Sob seu consulado, contudo, o senado tinha pouco poder na iniciativa legislativa através da introdução de projetos de lei para debate senatorial. Embora Otaviano não mais estivesse no controle direto das províncias e dos exércitos, mantinha a lealdade de soldados ativos e veteranos. As carreiras de muitos clientes e adeptos dependiam de seu patrocínio, uma vez que seu poder financeiro era incomparável na República.

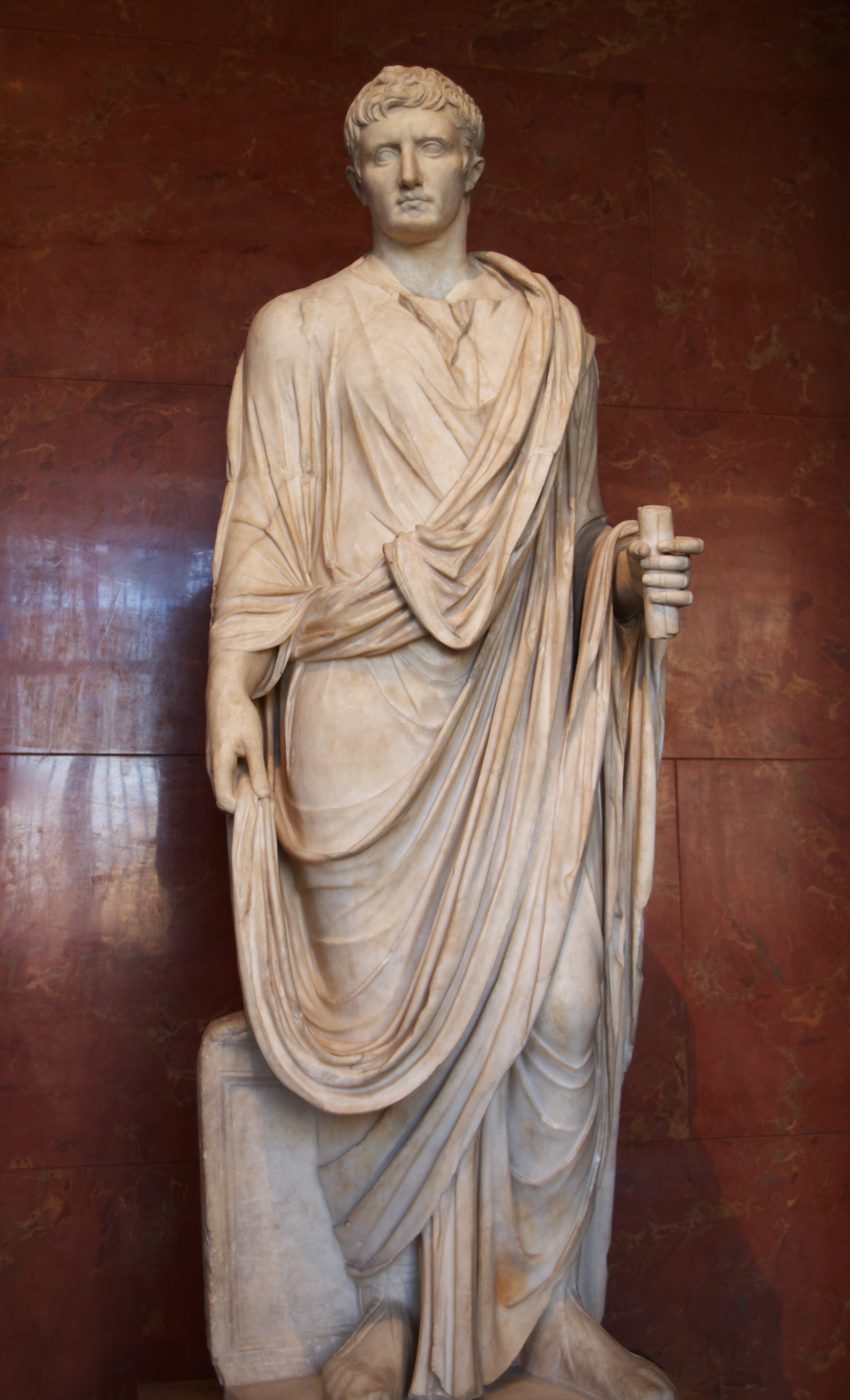
Augusto como um magistrado. A cabeça em mármore da estátua foi feita ca., enquanto o corpo foi esculpido no século II. Museu do Louvre

De acordo com o historiador Werner Eck, "a soma de seu poder deriva, primeiro, de todos os vários poderes de cargos delegados a ele pelo senado e pelo povo, segundo, de sua imensa fortuna particular e, terceiro, de numerosas relações de clientela estabelecidas com indivíduos e grupos por todo o império. Todos juntos formaram a base de sua auctoritas [autoridade], que ele enfatizou como a base de suas ações políticas". Em grande medida, o público estava ciente dos vastos recursos financeiros que Augusto comandava. Ele não conseguiu encorajar suficientemente os senadores para financiar a construção e manutenção das estradas na Itália em 20 a.C., mas assumiu a responsabilidade direta por elas. Isto foi divulgado na moeda romana emitida em 16 a.C., após ele doar vastas somas em dinheiro para o erário de Saturno, o erário público.
Para H. H. Scullard, entretanto, o poder de Augusto estava baseado no exercício de "um predominante poder militar e [...] a sanção final de sua autoridade era a força, apesar de este fato estar disfarçado.". O senado propôs a Otaviano, o vitorioso das guerras civis, que mais uma vez assumisse o comando das províncias. A proposta do senado foi a ratificação dos poderes extra-constitucionais de Otaviano. Através do senado, foi capaz de manter a aparência de uma constituição ainda funcional. Fingindo relutância, aceitou a responsabilidade de supervisionar por dez anos as províncias que foram consideradas caóticas. As províncias cedidas a ele compunham muito do mundo conquistado e incluíam todas da Hispânia e Gália, Síria, Cilícia, Chipre e Egito. Além disso, o comando destas províncias lhe permitiu exercer controle sobre a maioria das legiões romanas.
Enquanto atuou como cônsul em Roma, Otaviano enviou senadores às províncias, sob seu comando, como representantes para gerir assuntos provinciais e garantir que suas ordens fossem executadas. As províncias que não estavam sob seu controle eram supervisionadas por governadores escolhidos pelo senado romano. Otaviano tornou-se a figura política mais poderosa na capital e na maioria das províncias, mas não tinha o monopólio do poder político e marcial. O senado ainda controlava o Norte da África, um importante produtor regional de grãos, bem como a Ilíria e Macedônia, duas regiões estratégicas com várias legiões. Contudo, o senado tinha controle de apenas cinco ou seis legiões distribuídas entre os procônsules senatoriais, comparadas às vinte legiões sob controle de Augusto, e o controle do senado sobre estas regiões não representava nenhum desafio político ou militar a Otaviano. O controle do senado sobre algumas das províncias ajudava a manter uma fachada republicana para o Principado autocrático. Além disso, o controle de Otaviano sobre províncias inteiras com o objetivo de assegurar a paz e criar estabilidade seguia precedentes republicanos, nos quais delegaram-se para proeminentes romanos como Pompeu poderes militares similares em momentos de crise e instabilidade.

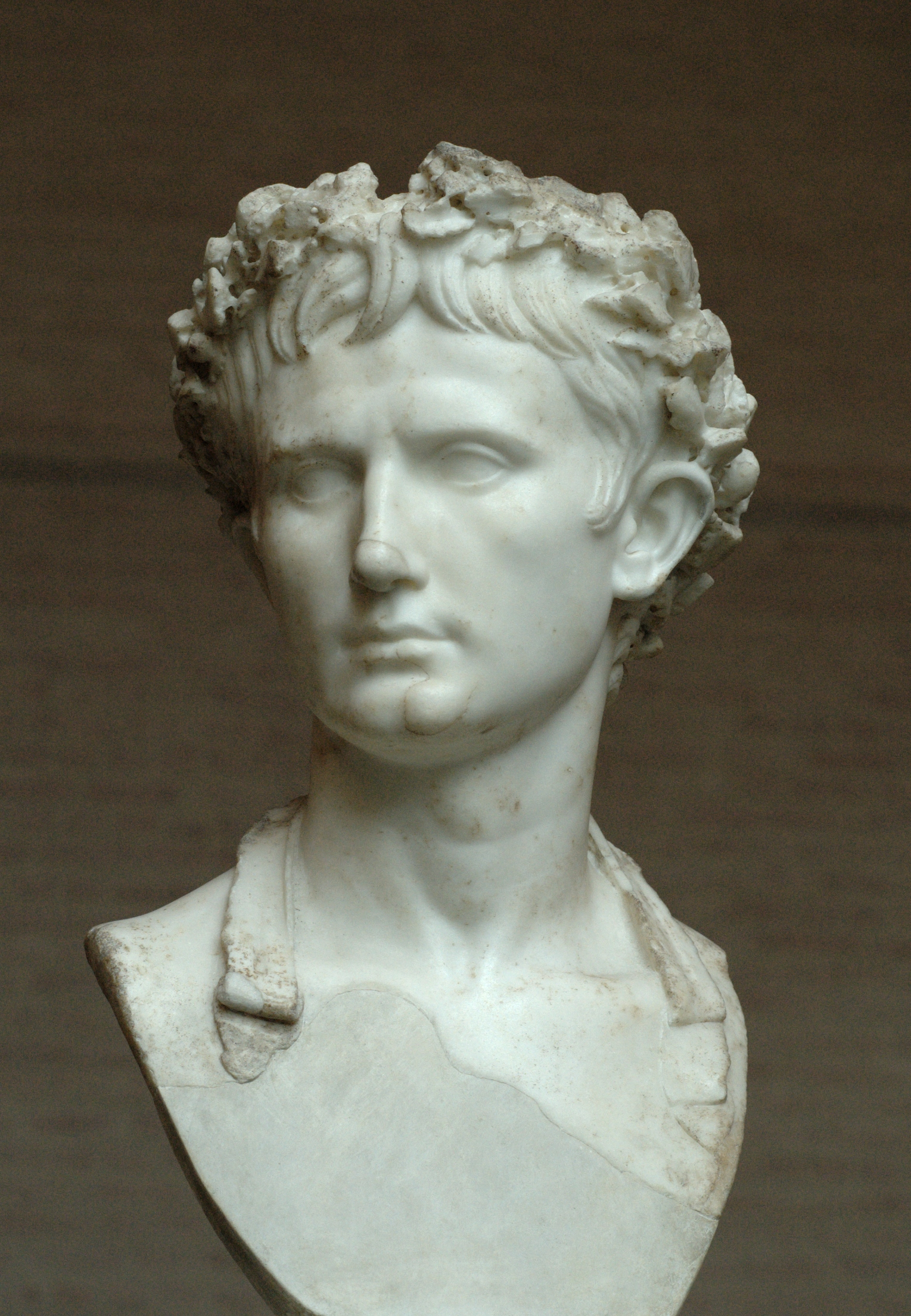
Augusto com a coroa cívica
Gliptoteca de Munique

Em 16 de janeiro de 27 a.C., o senado concedeu-lhe os novos títulos de augusto e príncipe. Augusto, da palavra latina augure ("aumentar"), pode ser traduzido como "o mais ilustre", e era mais um título de autoridade religiosa que política. De acordo com as crenças religiosas romanas, o título simbolizava uma marca de autoridade sobre a humanidade – e na verdade a natureza – que ia além de qualquer definição constitucional de seu estatuto. Após os métodos rigorosos empregados para consolidar seu controle, a mudança de nome também serviria para demarcar seu reinado benigno como Augusto de seu reinado de terror como Otaviano.
Seu novo título era também mais favorável que Rômulo, que anteriormente havia designado para si em referência à história de Rômulo e Remo, e simbolizava uma segunda fundação de Roma. O título de Rômulo estava fortemente associado com noções de monarquia e realeza, uma imagem que Otaviano tentava evitar. Príncipe vem da frase latina primum caput, "a primeira cabeça", originalmente significando o mais antigo ou mais eminente senador, cujo nome aparecia primeiro na lista senatorial; no caso de Augusto tornou-se um título quase real para um líder que era o primeiro no poder. Princeps também tinha sido um título sob a República para aqueles que haviam servido bem ao Estado; Pompeu, por exemplo, tinha tido este título.
Augusto também se designava como "Imperador César, filho do Divino" (Imperator Caesar divi filius). Com este título, vangloriava-se de sua ligação familiar com o deificado Júlio César, e o uso de “imperador” significava uma ligação permanente com a tradição romana de vitória. A palavra “César” foi meramente um cognome para um ramo da família juliana, embora Augusto tenha transformado “César” em uma nova linha familiar iniciada com ele.
A Augusto foi garantido o direito de pendurar a coroa cívica (corona civica), feita de carvalho, acima da porta de sua residência e a de louros nos umbrais. Esta coroa era geralmente mantida acima da cabeça do general romano durante um triunfo, ficando o indivíduo que segurava a coroa encarregado de repetir para o general "memento mori", ou "Lembre-se de que é mortal". Além disso, coroas eram importantes em várias cerimônias de Estado, e foram dadas a campeões de atletismo, corrida e concursos dramáticos. Logo, tanto o louro quanto o carvalho eram símbolos integrais da religião e Estado de Roma; colocá-los nos umbrais de Augusto era equivalente a declarar sua casa como a capital. Porém, Augusto renunciou a exibir insígnias de poder como o cetro, a diadema, a coroa dourada ou a toga púrpura de seu predecessor Júlio César. Embora tenha se recusado a simbolizar seu poder com tais itens, o senado recompensou-o com um escudo dourado disposto no salão de reuniões da Cúria, no qual havia a inscrição "valor, piedade, clemência e justiça" (virtus, pietas, clementia, iustitia).

### Segundo pacto

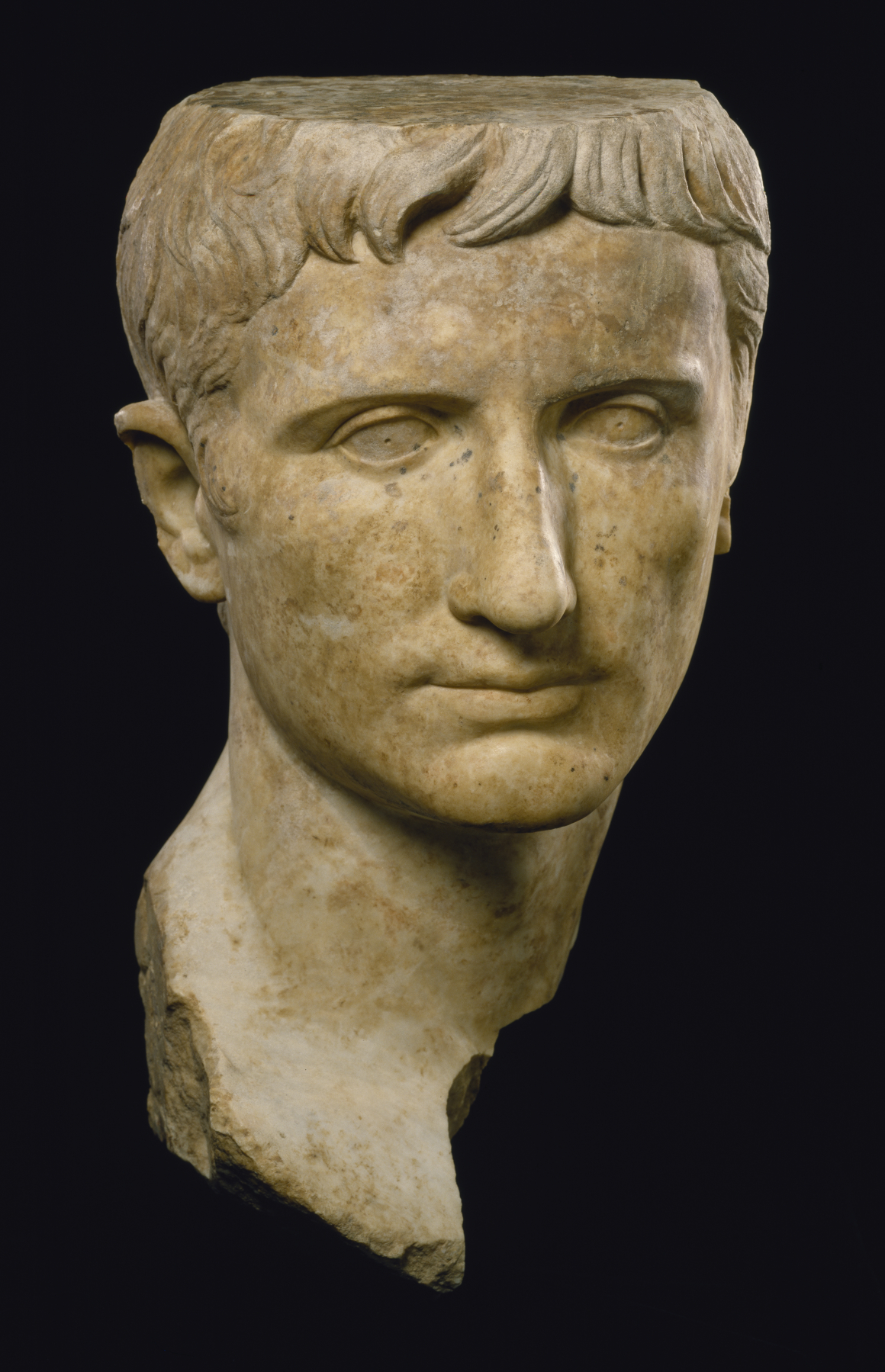
Busto de Augusto com características idealizadas
Museu de Arte Walters, Baltimore

Até 23 a.C., algumas das implicações não republicanas do pacto de 27 a.C. foram se tornando evidentes. A manutenção do consulado anual por Augusto desde 31 a.C. tornava muito óbvia sua dominância sobre o sistema político romano, e ao mesmo tempo reduzia pela metade as oportunidades para alcançar o que aparentava ser o chefe do Estado romano. Além disso, ele estava causando problemas políticos com o desejo de que seu sobrinho Marco Cláudio Marcelo seguisse seus passos e posteriormente assumisse o Principado, alienando seus três maiores apoiadores – Agripa, Mecenas e Lívia. Sentindo a pressão de seu grupo central de apoiadores, Augusto voltou-se para o Senado em busca de ajuda. Numa tentativa de reforçar seu apoio lá, especialmente com os republicanos, ele indicou o eminente republicano Cneu Calpúrnio Pisão para co-cônsul em 23 a.C., após seu escolhido Aulo Terêncio Varrão Murena ter sido executado como parte do caso Marco Primo. Murena havia lutado contra Júlio César e apoiado Cássio e Bruto.
No final da primavera, Augusto sofreu uma severa doença, e em seu suposto leito de morte fez disposições que assegurariam a continuidade do Principado de alguma forma, e ao mesmo tempo colocou em dúvida as suspeitas dos senadores sobre seu anti-republicanismo. Ele se preparou para legar seu anel de sinete para Agripa, seu general favorito. Contudo, entregou a seu co-cônsul Pisão todos os seus documentos oficiais, um registro das finanças públicas e autoridade sobre tropas alistadas nas províncias, enquanto seu sobrinho supostamente favorito, Marcelo, permaneceu de mãos vazias. Isto foi uma surpresa para muitos que acreditavam que ele nomearia um herdeiro para sua posição, como um imperador não oficial.
Augusto outorgou apenas propriedades e posses para seus herdeiros designados, pois um sistema óbvio de herança imperial institucionalizado teria provocado resistência e hostilidade entre os romanos de espírito republicano, que temiam a monarquia. Com relação ao Principado, era óbvio para Augusto que Marcelo não estava pronto para tomar sua posição. Outrossim, ao dar seu anel de sinete a Agripa, intencionava sinalizar às legiões que ele seria seu sucessor, e que independentemente das leis constitucionais, eles continuariam a obedecer a Agripa.
Logo após sua luta com a doença diminuir, Augusto desistiu de seu consulado anual. As únicas ocasiões em que serviria novamente como cônsul seriam nos anos 5 e 2 a.C., ambas para introduzir seus netos na vida pública. Esta foi uma manobra inteligente: ao deixar o cargo de cônsul, permitiu a senadores aspirantes uma chance melhor de preencher a posição, e ao mesmo tempo poderia exercer patrocínio mais amplo dentro da classe senatorial. Embora tenha abdicado como cônsul, desejava manter seu poder consular não apenas sobre suas províncias, mas sobre todo o Império. Este desejo, juntamente com o Caso Marco Primo, levou-o a um segundo compromisso entre ele e o Senado, conhecido como "Segundo Pacto”.

#### Principais razões para o Segundo Pacto

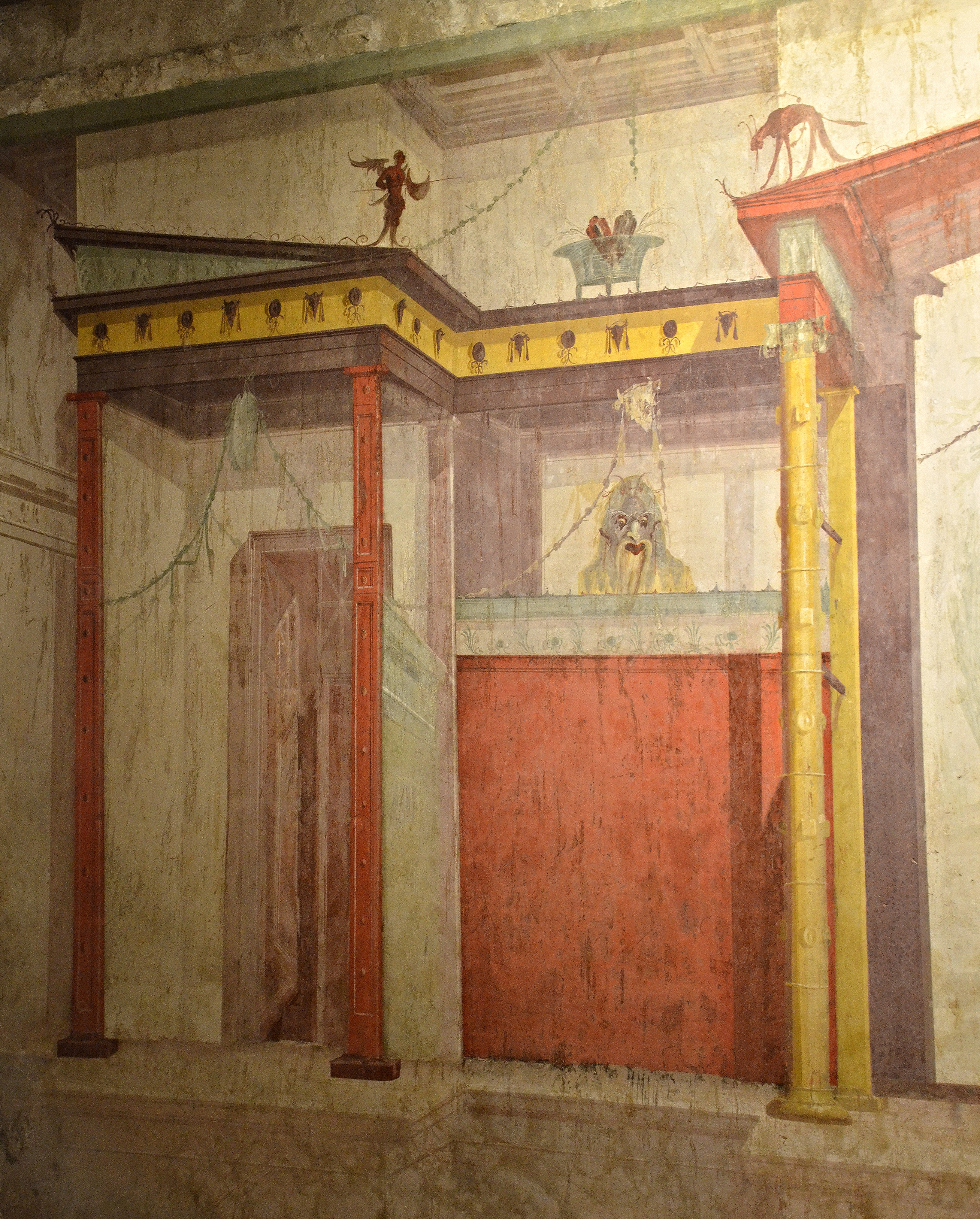
Afresco presente dentro da Casa de Augusto, sua residência durante seu reinado como imperador

Após renunciar ao consulado anual, Augusto não estava mais em uma posição oficial para governar o Estado, ainda que sua posição dominante sobre as suas províncias romanas permanecesse inalterada, uma vez que havia se tornado-se um procônsul. Quando anualmente assumia o cargo de cônsul, tinha o poder para intervir, quando considerava necessário, nos assuntos dos outros procônsules provinciais nomeados pelo senado por todo o império. Como um procônsul, legalmente perdeu seu poder, porque seus poderes proconsulares aplicavam-se somente às suas províncias imperiais. Augusto queria manter este poder.
Um segundo problema surgiu mais tarde para mostrar a necessidade de um Segundo Pacto, no que ficou conhecido como o “Caso Marco Primo”. No final de 24 a.C. ou começo de 23 a.C., foram levantadas acusações contra Marco Primo, o antigo procônsul da Macedônia, de travar, sem aprovação prévia do Senado, uma guerra contra o Reino Odrísio da Trácia, cujo rei era um aliado romano. Ele foi defendido por Murena, que disse no julgamento que seu cliente havia recebido instruções específicas do príncipe, ordenando-o a atacar o Estado cliente. Mais tarde, Primo testemunhou que as ordens tinham vindo do recentemente falecido Marcelo. Sob o pacto constitucional de 27 a.C., tais ordens teriam sido consideradas uma violação da prerrogativa do Senado, pois a Macedônia estava sob a jurisdição do Senado, e não do príncipe. Tal ação teria arrancado o verniz da restauração republicana promovida por Augusto, e exposto sua fraude de ser meramente o primeiro cidadão. Ainda pior, o envolvimento de Marcelo fornecia de alguma forma a prova de que sua política era para que o jovem tomasse seu lugar como príncipe, instituindo uma forma de monarquia – acusações que já tinham sido abandonadas.
A situação era tão séria que Augusto apareceu em pessoa no julgamento, mesmo não tendo sido chamado como testemunha. Sob juramento, declarou que não tinha dado tal ordem. Murena recusou-se a acreditar no testemunho e criticou a tentativa de subverter o julgamento ao usar sua auctoritas (autoridade). Rudemente, exigiu saber por que havia comparecido a um julgamento a que não havia sido chamado. Augusto respondeu que tinha vindo no interesse público. Embora Primo tenha sido considerado culpado, alguns jurados votaram por sua absolvição, significando que nem todos acreditaram no testemunho de Augusto, um insulto para ele.
O Segundo Pacto Constitucional foi definido em parte para mitigar a confusão e formalizar a autoridade legal de Augusto para intervir em províncias senatoriais. O senado atribuiu a Augusto uma forma de imperium proconsulare (poder) que se aplicava por todo o Império, não somente às suas províncias. Mais que isso, o senado aumentou o poder proconsular de Augusto para "poder sobre todos os procônsules" (imperium proconsulare maius), ou poder proconsular aplicável por todo o Império que era mais (maius) ou maior do que o de todos os outros procônsules no Império.  Augusto permaneceu em Roma durante o processo de renovação e forneceu aos veteranos generosas doações para ganhar o seu apoio, assegurando assim que seu estatuto de imperium proconsulare maius fosse renovado em 13 a.C..

#### Poderes adicionais

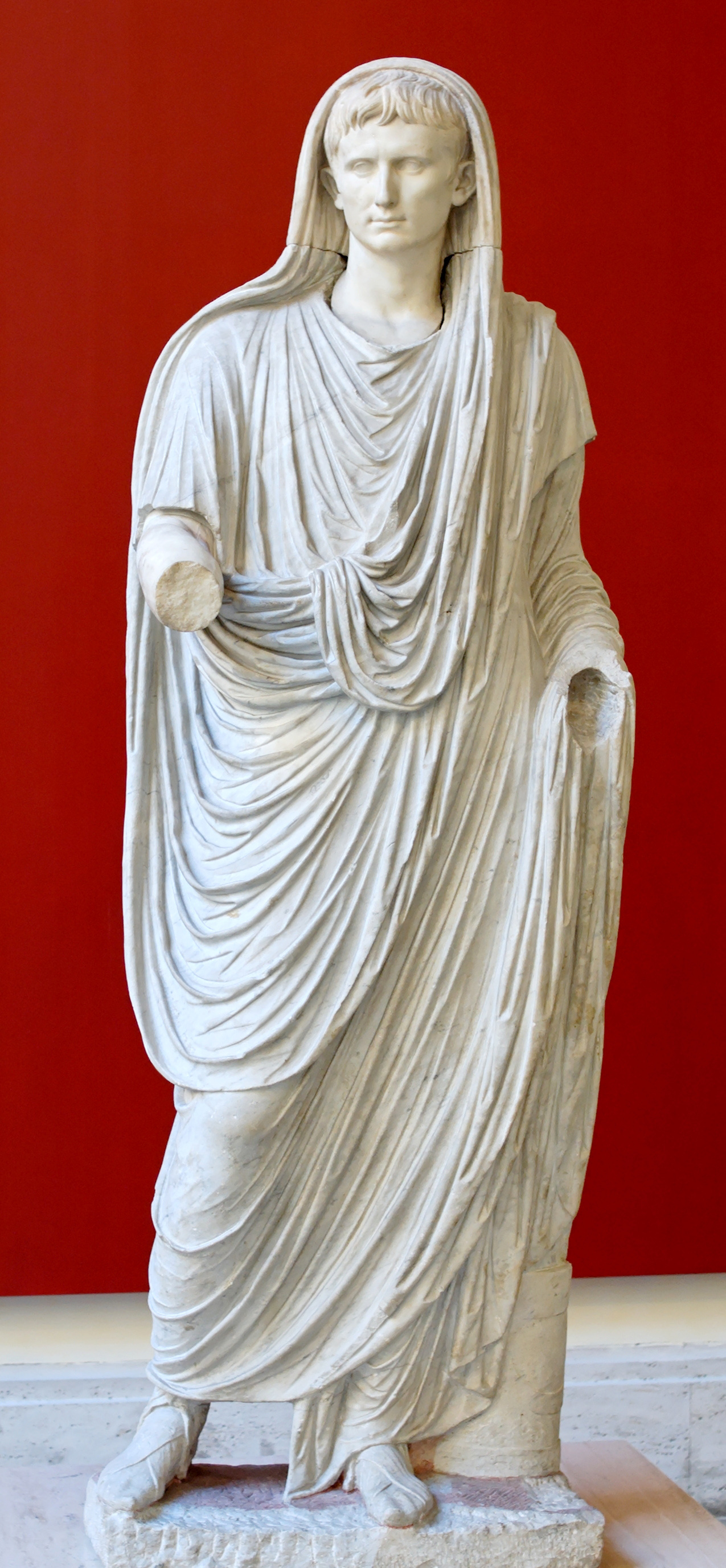
Augusto da Via Labicana - Augusto como pontífice máximo
Museu Nacional Romano

A Augusto também foi garantido o poder vitalício de um tribuno (tribunicia potestas), embora não o título oficial de tribuno. Por alguns anos, a Augusto tinha sido atribuída tribunicia sacrosanctitas, ou a imunidade a ataques físicos dada a um Tribuno da plebe. Agora ele decidia assumir os poderes totais da magistratura à perpetuidade. Legalmente tal poder era fechado para patrícios, um estatuto que ele adquiriu anos antes, quando adotado por Júlio César. Isto lhe permitia convocar o senado e o povo à vontade e estabelecer negócios diante deles, vetar ações da assembleia e do senado, presidir eleições e falar primeiro em qualquer reunião. Também inclusos em sua autoridade tribunícia estavam os poderes geralmente reservados aos censores. Eles incluíam o direito de supervisionar a moral pública e avaliar leis minuciosamente para assegurar que fossem de interesse público, bem como o poder de criar um censo e determinar os membros do senado.
Com os poderes de um censor, Augusto apelou às virtudes do patriotismo romano eliminando todas as vestimentas, exceto a clássica toga ao entrar no Fórum. Não havia precedente no sistema romano para combinar os poderes tribunícios e censoriais em uma pessoa, e nem Augusto havia sido eleito para o cargo de censor. A Júlio César haviam sido concedidos poderes similares, entre os quais havia a supervisão da moral do Estado, contudo esta posição não se estendeu à atribuição do censor de realizar um censo e determinar a lista senatorial. O cargo de tribuno da plebe começou a perder prestígio devido ao acúmulo de poderes tribunais do príncipe, então ele reviveu sua importância ao torná-lo uma nomeação mandatória para qualquer plebeu desejando o pretorado.
Augusto recebeu o poder dentro da cidade de Roma, além do poder proconsular maior e a autoridade tribunícia vitalícia. Tradicionalmente, os procônsules (governadores das províncias romanas) perdiam seu poder proconsular quando cruzavam o Pomerium – o limite sagrado de Roma – e entravam na cidade. Nessas situações, ele teria poder como parte de sua autoridade tribunícia, mas seu poder constitucional dentro do Pomerium seria menor do que o de um cônsul em serviço. Isto significaria que, quando estivesse na cidade, ele poderia não ser o magistrado constitucional com a maior autoridade. Graças ao seu prestígio ou "auctoritas", seus desejos seriam normalmente obedecidos, mas poderia haver alguma dificuldade. Para preencher este vácuo de poder, o senado votou que o império proconsular maior de Augusto não se interromperia quando ele estivesse dentro dos muros da cidade. Todas as forças armadas da cidade tinham anteriormente estado sob o controle dos prefeitos e cônsules, mas esta situação agora os colocava sob a única autoridade de Augusto.
Além disso, cada vitória seguinte dos romanos passou a ser creditada a Augusto, uma vez que a maioria dos exércitos romanos estava baseada em províncias imperiais comandadas por ele através de legados, que eram delegados do príncipe nas províncias. Adicionalmente, se uma batalha fosse travada em uma província senatorial, o poder proconsular maior de Augusto lhe permitia assumir o comando (e os créditos) de qualquer vitória militar importante. Isto significava que era o único indivíduo capaz de receber um triunfo, uma tradição que se iniciou com Rômulo, o primeiro rei de Roma e o primeiro general triunfante. Em 19 a.C., Lúcio Cornélio Balbo, sobrinho do governador da África e conquistador dos Garamantes, foi o último homem fora da família de Augusto a receber esta recompensa. Tibério, o filho mais velho de Augusto por seu casamento com Lívia, foi a única exceção a esta regra, quando recebeu um triunfo por vitórias na Germânia em 7 a.C..

#### Conspiração

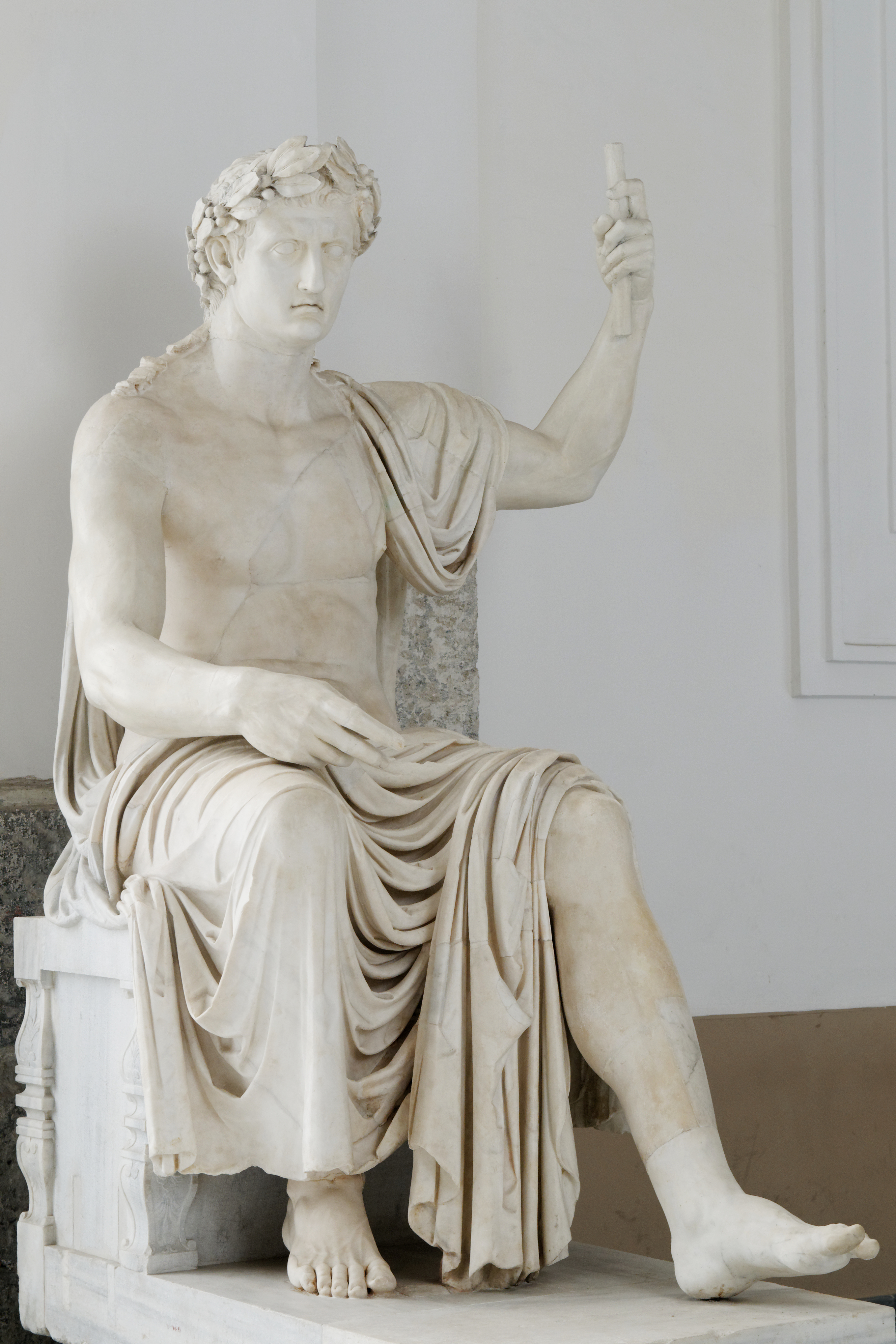
Estátua colossal de Augusto sentada e portando uma coroa de louros. Museu Arqueológico Nacional de Nápoles

Muitas das sutilezas políticas do Segundo Pacto parecem ter escapado à compreensão da classe plebeia, que era o maior suporte e clientela de Augusto. Isto a levava a insistir na participação de Augusto nos assuntos imperiais de vez em quando. Quando Augusto não concorreu às eleições para cônsul em 22 a.C., surgiram temores de que estava sendo arrancado do poder pelo senado aristocrático. Em 22, 21 e 19 a.C., as pessoas se revoltaram e apenas permitiram que um único cônsul fosse eleito para cada um destes anos, ostensivamente para deixar a outra posição aberta para ele. Em 22 a.C., uma escassez de alimentos em Roma desencadeou pânico, e muitos plebeus urbanos chamaram-no para assumir poderes ditatoriais para pessoalmente supervisionar a crise. Após uma exibição teatral de recusa perante o senado, ele finalmente aceitou a autoridade sobre o suprimento de cereais de Roma "pela virtude de seu imperium proconsular", e terminou a crise quase imediatamente. Somente em 8 d.C. uma crise alimentar deste nível levou-o a estabelecer o prefeito das provisões (praefectus annonae), um prefeito permanente que ficava encarregado da aquisição de alimentos para Roma.
Entretanto, havia alguns que estavam preocupados com a expansão dos poderes concedidos a Augusto pelo Segundo Pacto, e isto veio à tona com a aparente conspiração de Fânio Cépio e Lúcio Licínio Varrão Murena. Em algum momento antes de 1 de setembro de 22 a.C., um certo Castrício forneceu a Augusto informações sobre uma conspiração liderada por Fânio Cépio. Murena foi citado entre os conspiradores. Julgados à revelia, com Tibério atuando como promotor, o júri considerou os conspiradores culpados, mas este não foi um veredicto unânime. Sentenciados à morte por traição, todos os acusados foram executados logo após serem capturados, sem mesmo darem testemunho em sua defesa. Augusto garantiu que a fachada de governo republicano continuasse, com um efetivo encobrimento dos eventos.
Em 19 a.C., o senado atribuiu a Augusto uma forma de “poder imperial geral”, que era provavelmente o poder consular maior, como os poderes proconsulares que ele recebera em 23 a.C.. Como sua autoridade tribunícia, a atribuição de poderes consulares foi outro exemplo de ganho de poder de um cargo que não exercia. Além disso, Augusto foi autorizado a vestir as insígnias consulares em público e diante do senado, bem como a sentar-se na cadeira simbólica entre os dois cônsules e segurar o fasces, um emblema da autoridade consular. Isso parece ter aliviado a população. Independente do fato de Augusto ser ou não um cônsul, o importante era que aparecia como se o fosse diante do povo e poderia exercer o poder consular se necessário. Em 6 de março de 12 a.C., após a morte de Lépido, adicionalmente assumiu a posição de pontífice máximo, o alto sacerdote do Colégio dos Pontífices, a mais importante posição da religião romana. Em 5 de fevereiro de 2 a.C., também recebeu o título de pai da pátria (pater patriae).

#### Estabilidade e permanência no poder
Uma razão definitiva para o Segundo Pacto era dar ao Principado estabilidade constitucional e resiliência para o caso de alguma coisa acontecer ao príncipe Augusto. A sua doença no início de 23 a.C. e a conspiração de Cépio mostraram que a existência do regime se sustentava por uma linha fina na vida de um homem, o próprio Augusto, que sofrera de diversas doenças graves e perigosas ao longo da vida. Se ele morresse de causas naturais ou vítima de assassinato, Roma poderia ficar sujeita a uma nova onda de guerras civis. A memória dos Idos de Março, as proscrições, Filipos e Áccio, meros vinte e cinco anos antes, ainda estava fresca nas mentes de muitos cidadãos. O poder proconsular foi conferido a Agripa por cinco anos, a fim de conferir a estabilidade constitucional. A natureza exata desta atribuição é incerta, mas ela provavelmente cobria as províncias imperiais de Augusto, a leste e a oeste, e talvez carecesse da autoridade sobre as províncias do Senado. Esta veio depois, assim como o judiciosamente guardado poder tribunício.

### Guerra e expansão

A expansão do Império Romano sob Augusto

Imperador César, Filho do Divino, Augusto escolheu Imperador ("comandante vitorioso") para ser seu primeiro nome, uma vez que queria tornar enfaticamente clara a noção de vitória associada a ele. Até o ano 13, ostentou 21 ocasiões em que suas tropas proclamaram "imperador" como seu título após uma batalha bem-sucedida. Quase todo o quarto capítulo de suas memórias de realizações lançadas publicamente, conhecidas como o Os Feitos do Divino Augusto (Res Gestae Divi Augusti), foi devotado às suas vitórias e honras militares.
Augusto também promoveu a ideia de uma civilização romana superior com um objetivo de governar o mundo, um sentimento embebido em palavras que o poeta contemporâneo Virgílio atribuiu a um lendário ancestral de Augusto: "Romano, lembre, por sua força, de governar os povos da Terra!" O impulso para o expansionismo, aparentemente proeminente entre todas as classes de Roma, é concedido por sanção divina pelo Júpiter de Virgílio, que no Livro I da Eneida promete "soberania sem fim".
Até o final de seu reinado, os exércitos de Augusto conquistaram o norte da Hispânia (atuais Espanha e Portugal), as regiões alpinas da Récia e Nórica (atuais Suíça, Baviera, Áustria, Eslovênia), Ilíria e Panônia (atuais Albânia, Croácia, Hungria, Sérvia, Montenegro e Bósnia e Herzegovina) e estendeu as fronteiras da província da África para leste e sul.
A Judeia foi adicionada à província da Síria quando Augusto depôs Herodes Arquelau, sucessor do rei cliente Herodes (r. 73–4 a.C.). A Síria (como o Egito depois de Antônio) era governada por um prefeito da classe equestre, em vez de um procônsul ou legado de Augusto. Nenhum esforço militar foi necessário em 25 a.C., quando a Galácia (na atual Turquia) foi convertida em província romana, logo após o rei Amintas ser morto por vingança pela viúva de um príncipe de Homonada que havia sido assassinado. As tribos rebeldes de Astúrias e Cantábria (na atual Espanha) foram dominadas em 19 a.C., e o território caiu sob as províncias da Hispânia e Lusitânia. Esta região provou ser um grande ativo em recursos para futuras campanhas militares, dado que era rica em depósitos minerais que poderiam ser explorados em projetos de mineração romana, especialmente os muito ricos depósitos auríferos em Las Médulas.

Campanhas de Nero Cláudio Druso na Germânia

Campanhas de Enobarbo, Tibério e Saturnino na Germânia

Conquistar os povos dos Alpes em 16 a.C. foi outra vitória importante para Roma, uma vez que forneceu um grande território tampão entre as cidades romanas da Itália e os inimigos da Germânia ao norte. O poeta Horácio dedicou uma ode à vitória, enquanto o monumento Troféu de Augusto, próximo a Mônaco, foi construído em honra à ocasião. A captura da região alpina também serviu à ofensiva seguinte, em 12 a.C., quando Tibério começou uma investida contra as tribos panônias e ilírias e seu irmão Nero Cláudio Druso contra as tribos germânicas na Renânia ocidental. Ambas as campanhas foram bem-sucedidas, com as forças de Druso alcançando o rio Elba pelo ano 9 a.C., ainda que ele tenha morrido pouco depois, ao cair de seu cavalo. Foi registrado que o pio Tibério caminhou à frente do corpo de seu irmão por todo o caminho de volta a Roma.
Para proteger os territórios romanos orientais do Império Parta, Augusto convocou os Estados clientes do Oriente para agirem como territórios tampão e áreas que poderiam recrutar suas próprias tropas para defesa. Para aumentar a segurança do flanco oriental do Império, estacionou um exército na Síria, enquanto seu habilidoso enteado Tibério negociava como diplomata com os partas. Tibério foi responsável pela restauração de Tigranes V (r. 6–12) no trono do Reino da Armênia.
Embora questionável, sua maior conquista diplomática foi a negociação com Fraates IV da Pártia (r. 37–2 a.C.) em 20 a.C. para o retorno dos estandartes de guerra perdidos por Crasso na batalha de Carras, uma vitória simbólica e um grande impulso à moral romana. Werner Eck afirma que isso foi uma grande decepção para os romanos, que esperavam vingar a derrota de Crasso por meios militares. Contudo, Maria Brosius explica que ele usou o retorno dos estandartes como propaganda para simbolizar a submissão da Pártia a Roma. O evento foi celebrado em obras de arte como no peitoral da estátua Augusto de Prima Porta e em monumentos como o Templo de Marte Ultor, construído para abrigar os estandartes.
A Pártia sempre representou uma ameaça aos romanos no Oriente, porém a verdadeira fronte de batalha foi ao longo dos rios Reno e Danúbio. Antes da batalha final com Antônio, as campanhas de Otaviano contra as tribos na Dalmácia foram o primeiro passo à expansão dos domínios romanos em direção ao Danúbio. A vitória em batalha não foi sempre um sucesso permanente, com os territórios recém-conquistados sendo constantemente retomados pelos inimigos romanos da Germânia.
Um exemplo relevante das perdas romanas em batalha foi a Batalha da Floresta de Teutoburgo em 9 d.C., quando três legiões inteiras lideradas por Públio Quintílio Varo foram destruídas por Armínio, líder dos queruscos, um aparente aliado romano. Augusto, em retaliação, enviou Tibério à Renânia para pacificá-la, o que gerou alguns sucessos, embora a batalha de 9 d.C. tenha representado o fim da expansão romana na Germânia. O general romano Germânico se aproveitou de uma guerra civil querusca entre Armínio e Segestes; eles derrotaram Armínio, que fugiu, mas foi morto depois, em 21, devido a uma traição.

### Morte e sucessão

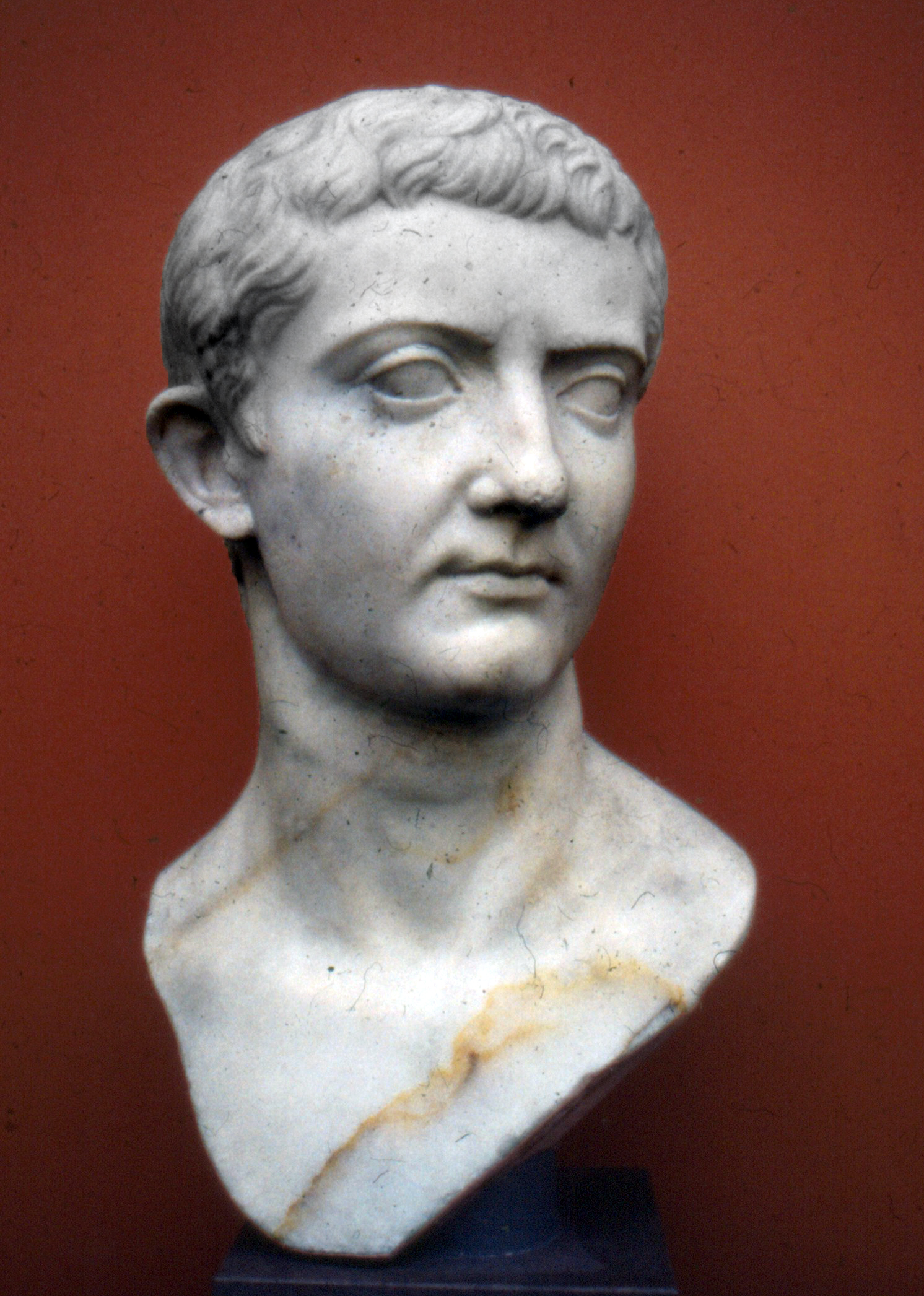
Busto de Tibério, Gliptoteca Ny Carlsberg

A doença de Augusto em 23 a.C. trouxe o problema de sucessão para o primeiro plano dos assuntos políticos e o público. Para assegurar estabilidade, ele precisava designar um herdeiro para sua posição única na sociedade e governo romanos. Isto deveria ser alcançado em passos pequenos, não dramáticos e incrementais, que não provocassem os temores senatoriais de monarquia. Se alguém fosse sucedê-lo em sua posição não oficial de poder, teria que fazê-lo pelos seus próprios méritos, comprovados publicamente. Alguns historiadores augustanos argumentam que as indicações apontavam para Marcelo, filho de sua irmã, que rapidamente se casou com a filha de Augusto, Júlia, a Velha. Outros historiadores contestam isso porque o testamento de Augusto lido em voz alta para o senado, enquanto estava seriamente doente em 23 a.C., indicava uma preferência por Marco Agripa, que era o segundo em comando e indiscutivelmente o único de seus associados que poderia ter controle das legiões e manter o Império unido.
Após a morte de Marcelo em 23 a.C., Augusto casou sua filha com Agripa. Esta união produziu cinco crianças, três filhos e duas filhas: Caio César, Lúcio César, Júlia, a Jovem, Agripina e Agripa Póstumo, assim nomeado por ter nascido após a morte de Marco Agripa. Logo após o Segundo Pacto, foi atribuído a Agripa um mandato de cinco anos na administração da porção oriental do Império, com o imperium de um procônsul e o mesmo poder de tribuno de Augusto (embora isso não tenha colocado em xeque a autoridade de Augusto), com uma sede de governo estabelecida em Samos, no mar Egeu oriental. Embora esta garantia de poder tenha mostrado o favor do príncipe a Agripa, foi também uma medida para agradar aos membros do partido cesariano, ao permitir que um de seus membros compartilhasse um quantidade considerável de poder com ele.
A intenção de Augusto de fazer de Caio e Lúcio César seus herdeiros ficou evidente quando ele os adotou como seus próprios filhos. Ele assumiu o consulado em 5 e 2 a.C., de modo a poder pessoalmente inaugurar as carreiras políticas deles, e eles foram nomeados como os cônsules de 1 e 4 d.C.. Augusto também mostrou favor a seus enteados, os filhos do primeiro casamento de Lívia, Nero Cláudio Druso Germânico (doravante referido como Druso) e Tibério Cláudio, garantindo-lhes comandos militares e cargo público, embora pareça ter preferido Druso. Após a morte de Agripa em 12 a.C., Tibério foi ordenado a divorciar-se de sua esposa Vipsânia Agripina e casar-se com a viúva de Agripa – assim que terminou o período de luto por ele. Enquanto o casamento de Druso com Antônia (filha de Marco Antônio e Otávia) era considerado indissolúvel, Vipsânia era "apenas" a filha do primeiro casamento de Agripa.

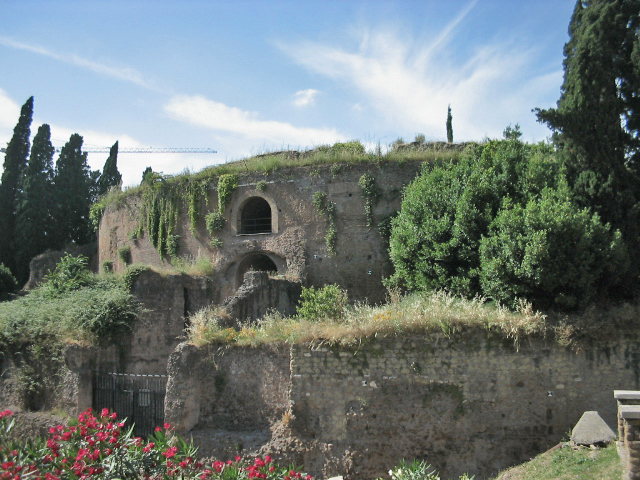
Mausoléu de Augusto

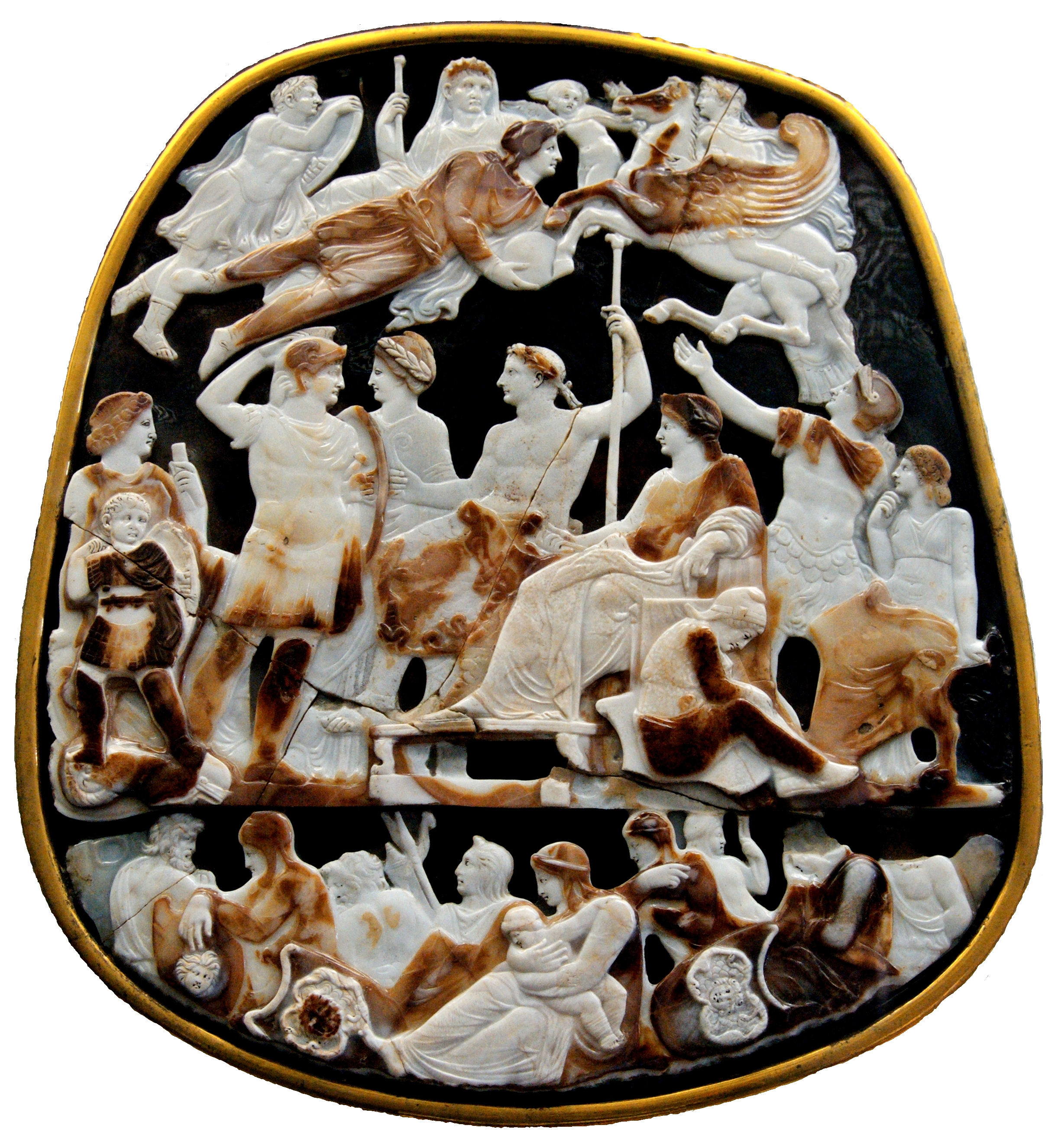
Augusto deificado paira sob Tibério e os demais júlio-claudianos no Grande Camafeu da França

Tibério partilhou dos poderes tribunícios de Augusto a partir de 6 a.C., mas logo depois partiu em aposentadoria, declaradamente não querendo mais papel na política e exilando-se em Rodes. Embora nenhuma razão específica seja conhecida para sua partida, pode ter sido uma combinação de razões, incluindo um casamento infeliz com Júlia, bem como um sentimento de inveja e exclusão devido ao aparente favorecimento de Caio e Lúcio, que se juntaram ao colégio dos pontífices em tenra idade, foram apresentados para os espectadores de uma forma mais favorável e introduzidos no exército na Gália. Após as mortes precoces de Lúcio e Caio em 2 e 4 d.C., respectivamente, e a morte anterior de seu irmão Druso em 9 a.C., Tibério foi convocado a Roma em junho de 4, onde foi adotado por Augusto sob a condição de que, em troca, adotaria seu sobrinho Germânico. Isto preservava a tradição de apresentar ao menos duas gerações de herdeiros. Naquele ano, a Tibério foram atribuídos os poderes de tribuno e procônsul, emissários de reis estrangeiros tinham que apresentar seus respeitos a ele, e até 13 foi recompensado com seu segundo triunfo e um nível de imperium igual ao de Augusto.
O único reclamante possível como herdeiro era Agripa Póstumo, que tinha sido exilado por Augusto no ano 7, banimento que se tornou permanente após decreto senatorial, e Augusto oficialmente o repudiou. Ele certamente perdeu os favores de Augusto como herdeiro, e o historiador Erich S. Gruen nota que várias fontes contemporâneas afirmam que Agripa Póstumo era um "jovem vulgar, brutal e estúpido e de caráter depravado.", Agripa Póstumo foi assassinado no seu local de exílio um pouco antes ou depois da morte de Augusto.
Em 19 de agosto de 14, Augusto morreu enquanto visitava Nuvlana (atual Nola), na Campânia, onde seu pai biológico tinha morrido. Tanto Tácito como Dião Cássio escreveram que rumores indicavam que Lívia o havia levado à morte pelo envenenamento de figos frescos. Esta versão aparece em muitos trabalhos modernos de ficção histórica que tratam da vida de Augusto, mas alguns historiadores a veem como uma provável fabricação obscena por aqueles que tinham favorecido Póstumo como herdeiro, ou outro dos inimigos políticos de Tibério. Lívia já tinha sido alvo de rumores similares de envenenamento em favor do seu filho, a maioria ou a totalidade dos quais provavelmente não era verdadeira.
Alternativamente, é possível que Lívia tenha efetivamente entregue um figo envenenado (ela cultivava uma variedade de figos que levava seu nome e que, segundo se diz, era apreciada por Augusto), mas o fez como uma forma de suicídio assistido e não assassinato. A saúde de Augusto tinha declinado nos meses imediatamente anteriores a sua morte, e ele fez significativos esforços para uma transição suave no poder, tendo finalmente se fixado, relutantemente, em Tibério como sua escolha de herdeiro. É provável que não se esperasse que Augusto retornasse vivo de Nuvlana, mas parece que sua saúde melhorou ao chegar lá. Especulou-se, portanto, que Augusto e Lívia conspiraram para encerrar a vida dele antecipadamente, tendo providenciado todo o processo político à aceitação de Tibério, de modo a não colocar em risco a transição.
As famosas últimas palavras de Augusto foram: "Eu desempenhei bem meu papel? Então aplaudam quando eu morrer" – referência à autoridade dramática e régia que desempenhou como imperador. Publicamente, contudo, suas últimas palavras foram, "Vejam que encontrei Roma de barro, e a deixo de mármore para vocês". Uma enorme procissão funeral de pranteadores viajou com o corpo de Augusto de Nuvlana a Roma, e no dia de seu enterro todos os negócios públicos e privados fecharam. Tibério e seu filho Druso prestaram o elogio de pé no topo de duas rostras. O corpo de Augusto foi cremado em uma pira próximo a seu mausoléu e foi proclamado que ele se havia juntado à companhia dos deuses como um membro do panteão romano. Em 410, durante o Saque de Roma, o mausoléu foi saqueado pelos visigodos de Alarico (r. 395–410) e suas cinzas dispersas.
O historiador D. C. A. Shotter afirma que sua política em favor da família juliana sobre a claudiana poderia ter proporcionado a Tibério causa suficiente para mostrar aberto desdém a ele após sua morte; em vez disso, Tibério sempre repreendeu rapidamente aqueles que criticavam Augusto. Shotter sugere que a deificação de Augusto, unida à atitude "extremamente conservadora" de Tibério a respeito de religião, obrigou-o a suprimir qualquer ressentimento aberto que pudesse ter nutrido. Além disso, o historiador R. Shaw-Smith cita cartas de Augusto para Tibério que exibem afeição a Tibério e alta consideração por seus méritos militares. Shotter alega que Tibério focou sua raiva e crítica em Caio Asínio Galo (por casar-se com Vipsânia após Augusto forçá-lo a divorciar-se), bem como nos dois jovens césares Caio e Lúcio, em lugar de Augusto, que foi o real arquiteto de seu divórcio e rebaixamento imperial.

## Legado

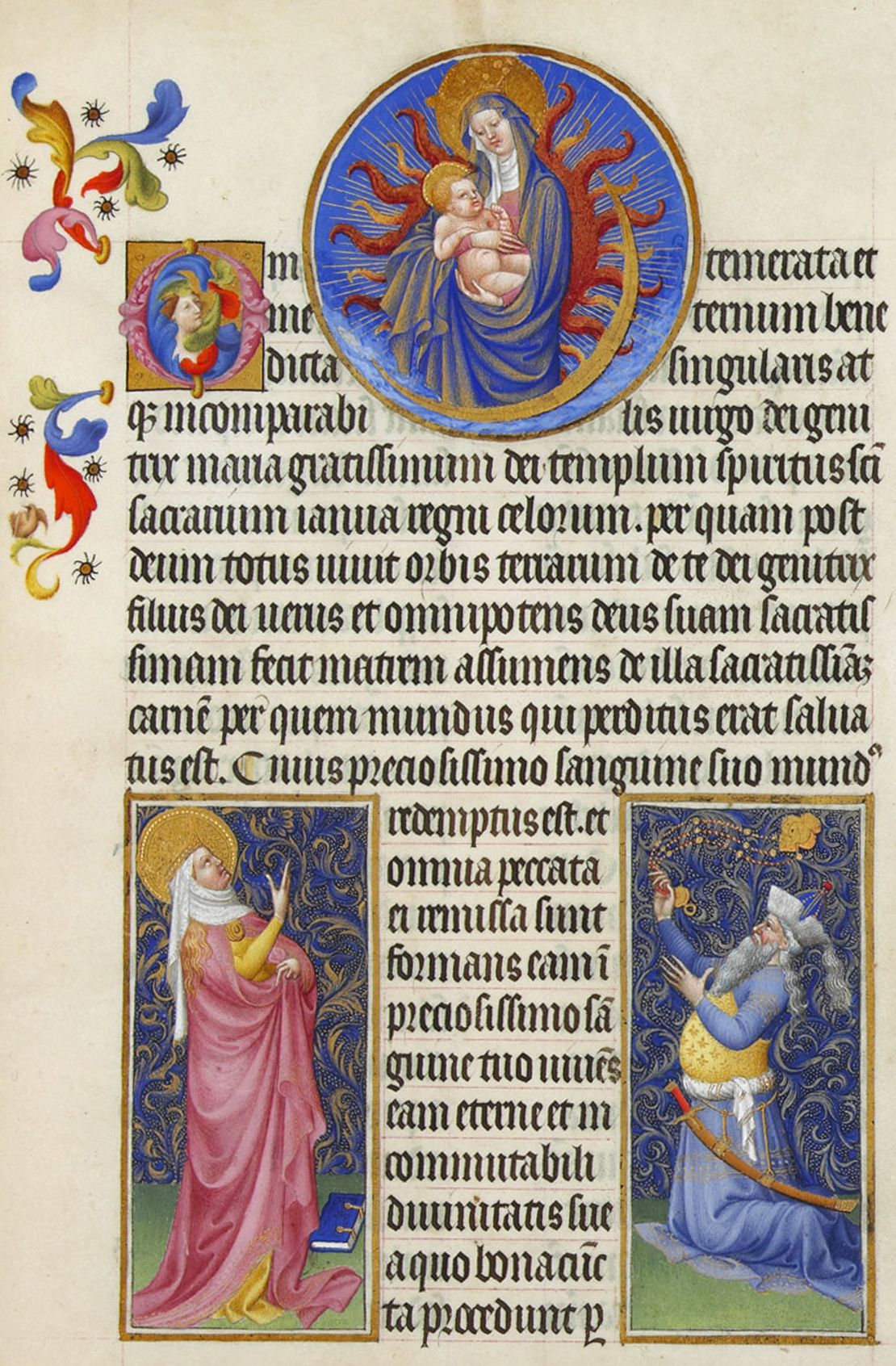
A Virgem e o Menino, a profetiza Sibila Tiburtina à esquerda e o imperador Augusto à direita,
no Les très riches heures du duc de Berry

O reinado de Augusto lançou as fundações de um regime que durou, no Ocidente, até o declínio final do Império Romano do Ocidente em 476, e no Oriente, até a Queda de Constantinopla em 1453. Tanto seu sobrenome César como seu título Augusto tornaram-se títulos permanentes dos governantes do Império Romano pelos 14 séculos seguintes à sua morte. Em muitas línguas, César tornou-se a palavra para imperador, como no alemão cáiser e no búlgaro e subsequentemente no russo czar. O culto do "Divino Augusto" (Divus Augustus) continuou até a religião do Estado ser mudada para o cristianismo em 391 por Teodósio I (r. 378–395). Consequentemente, há muitas estátuas e bustos excelentes do primeiro imperador. Muitos o consideram como o maior imperador romano.
Suas políticas certamente estenderam o tempo de duração do império e iniciaram a Pax Romana ("Paz Romana") ou Pax Augusta ("Paz de Augusto"). O senado romano desejou que os imperadores subsequentes fossem "mais afortunados que Augusto e melhores que Trajano". Ele foi inteligente, decidido e um político astuto, mas talvez não foi tão carismático quanto Júlio César, e foi influenciado por sua terceira esposa Lívia (às vezes para o pior). No entanto, seu legado foi mais duradouro.
Ele compôs um registro de suas realizações, o Os Feitos do Divino Augusto, para ser inscrito em bronze na frente de seu mausoléu. Cópias do texto foram inscritas através do império após sua morte. As inscrições em latim exibiram traduções em grego, e foram inscritas em muitos edifícios públicos, tais como o Monumento de Ancira, em Ancara, chamada a "rainha das inscrições" pelo historiador Theodor Mommsen. Algumas das obras escritas por Augusto sobreviveram. Elas incluem seus poemas Sicília, Epífano e Ájax, uma autobiografia em 13 livros, um tratado filosófico, e sua contestação por escrito do Elogio de Catão de Bruto. Além destes, os historiadores, através de suas cartas sobreviventes, buscam fatos ou pistas adicionais a respeito de sua vida pessoal.
Embora o mais poderoso indivíduo do Império Romano, Augusto desejava incorporar o espírito da virtude e normas republicanas. Para tal, com seus poderes censoriais, apelou às virtudes de patriotismo romano proibindo todos os outros trajes além da toga clássica ao entrar no Fórum. Além disso, outorgou leis acerca do casamento, uma vez que a aristocracia estava desenvolvendo uma desinclinação pelo matrimônio, contra o celibato e contra a ausência de prole, todos eles com punições pecuniárias, especialmente a respeito das qualificações para ser mencionado em um testamento.

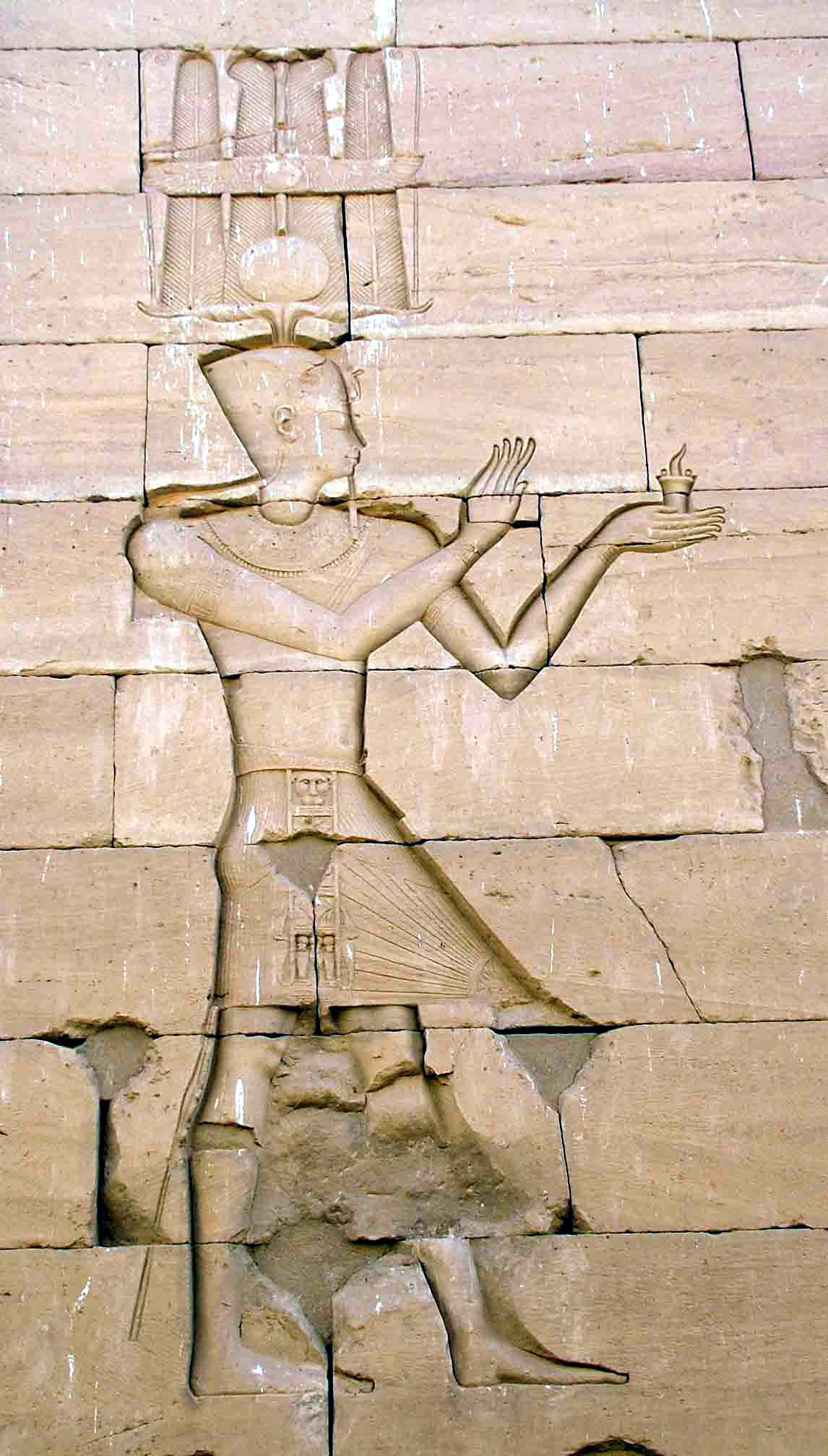
Augusto.
Relevo no Templo de Calabexa, Núbia

Ele também queria se conectar com os assuntos dos plebeus e pessoas desfavorecidas, algo que alcançou através de várias ações de generosidade e uma redução de excessos. No ano 29 a.C., Augusto pagou 400 sestércios para cada um de 250 000 cidadãos, 1 000 sestércios para cada um de 120 000 veteranos nas colônias e gastou 700 milhões de sestércios na aquisição de terras para que seus soldados se assentassem. Ele também restaurou 82 templos diferentes para demonstrar seu cuidado com o panteão de deidades romanas. Em 28 a.C., derreteu 80 estátuas de prata erigidas em sua honra, na tentativa de parecer frugal e modesto.
A longevidade do reinado de Augusto e seu legado para o mundo romano não devem ser negligenciados como um fator chave em seu sucesso. Como Tácito escreveu, as gerações jovens vivas em 14 d.C. nunca conheceram outra forma de governo além do principado. O atrito das guerras civis sobre a velha oligarquia republicana e a longevidade de Augusto, portanto, podem ser vistos como grandes fatores contribuintes à transformação do Estado romano numa monarquia de facto nestes anos, embora sua experiência, paciência, tato e perspicácia política também tenham desempenhado sua parte. Seu legado final foi a paz e prosperidade do império desfrutada pelos dois séculos seguintes sob o sistema que iniciou. Sua memória foi consagrada no ethos político da época imperial como um paradigma do bom imperador. Cada imperador de Roma adotou seu nome, César Augusto, que gradualmente perdeu seu caráter como um nome e posteriormente tornou-se um título. Os poetas augustanos Virgílio e Horácio louvaram-no como um defensor de Roma, um sustentáculo da justiça moral e um indivíduo que suportou o peso da responsabilidade de manter o império.
Contudo, para seu governo de Roma e o estabelecimento do principado, também esteve sujeito a críticas através das eras. O jurista contemporâneo Marco Antíscio Labeão, apaixonado pelos dias da liberdade republicana pré-augustana nos quais nasceu, abertamente criticou seu regime. No começo de seus anais, o historiador Tácito escreveu que o príncipe tinha astuciosamente subvertido a Roma republicana em uma posição de escravidão. Ele continuou dizendo que, com a morte de Augusto e o juramente de lealdade a Tibério, as pessoas de Roma simplesmente trocaram um proprietário de escravos por outro. Tácito, contudo, registra duas visões, contraditórias, de Augusto:

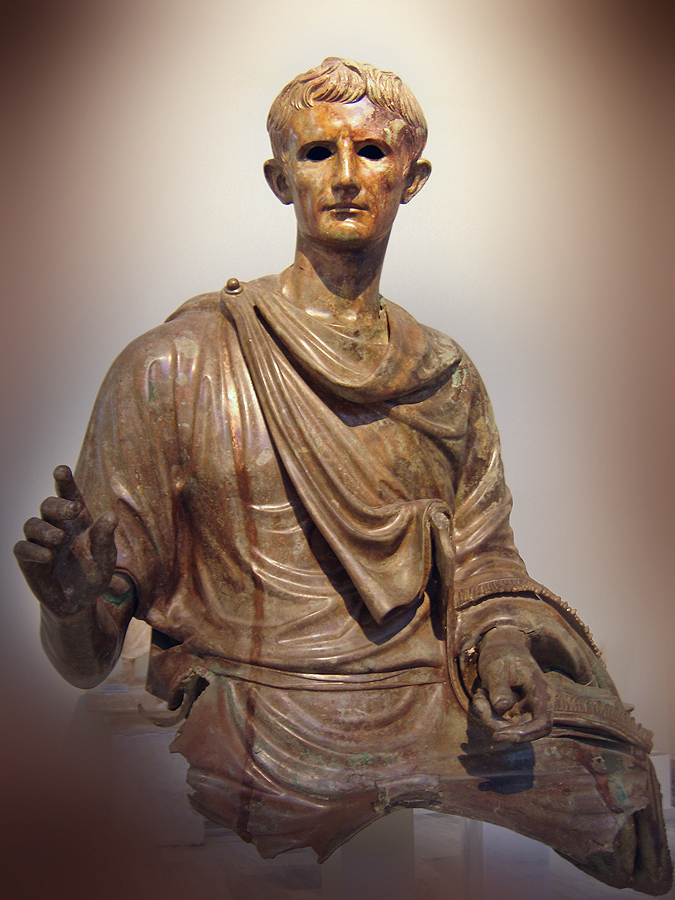
Estátua equestre fragmentada de Augusto, século I

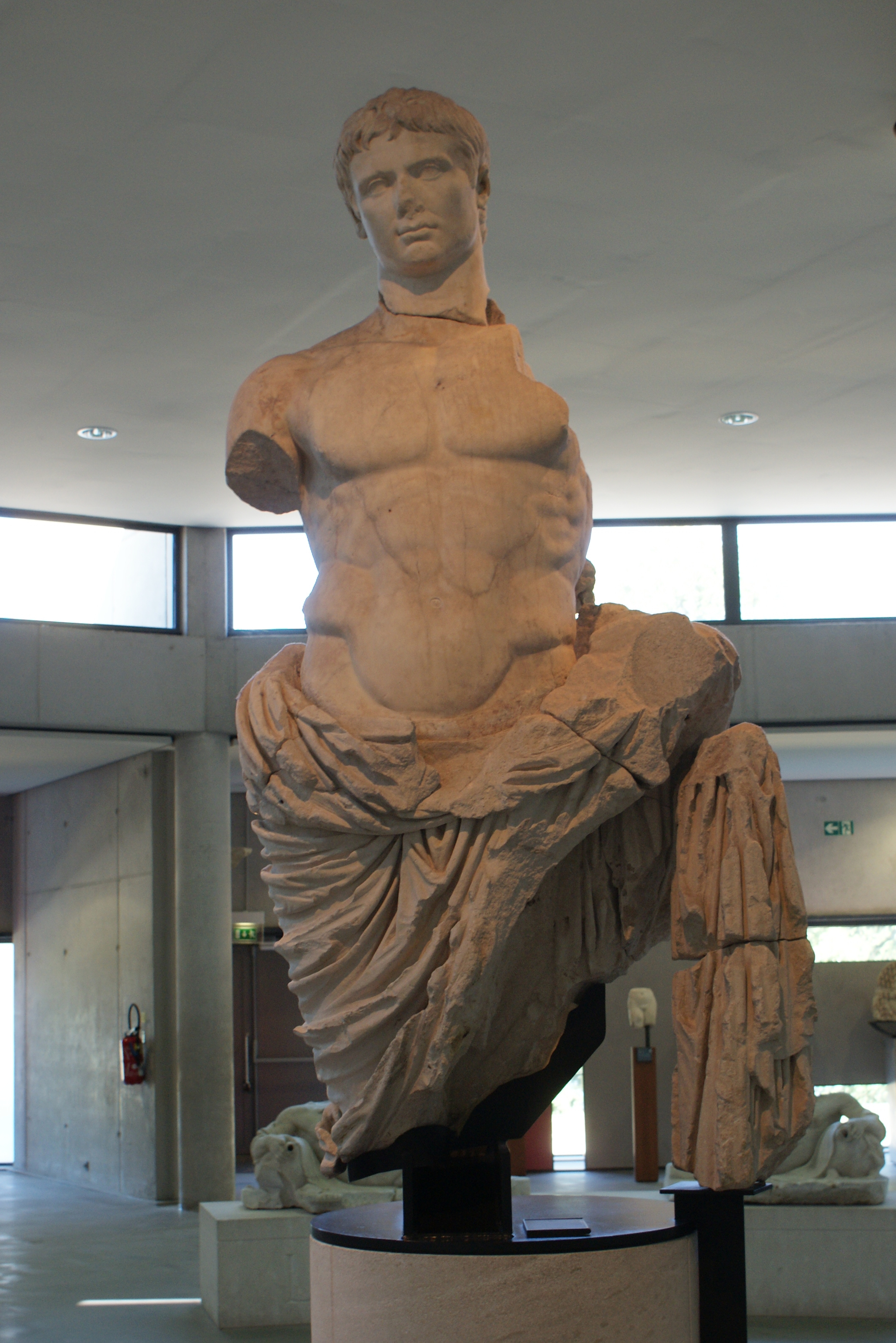
Escultura fragmentada de Augusto, em Arles

| “ | Pessoas inteligentes louvam-no e criticam-no de maneiras variadas. Uma das opiniões foi como se segue. Dever filial e uma emergência nacional, na qual não há lugar para conduta cumpridora da lei, o tinham levado a uma guerra civil - e isso não pode ser iniciado nem mantido por métodos decentes. Ele tinha feito muitas concessões a Antônio e Lépido por causa de vingança contra os assassinos de seu pai. Quando Lépido ficou velho e preguiçoso, e a autoindulgência de Antônio levou a melhor sobre ele, a única cura possível para o país distraído seria o governo por um homem. Contudo, Augusto colocou o Estado em ordem não se fazendo rei ou ditador, mas criando o principado. As fronteiras do império estavam no oceano ou em rios distantes. Exércitos, províncias, frotas e o sistema inteiro estavam interrelacionados. Os cidadãos de Roma estavam protegidos pela lei. As províncias eram decentemente tratadas. Roma em si tinha sido ricamente embelezada. A força tinha sido usada com moderação meramente para preservar a paz à maioria. | ” |

De acordo com uma segunda opinião oposta:
| “ | dever filial e crise nacional foram meramente pretextos. Na realidade, o motivo de Otaviano, o futuro Augusto, foi luxúria pelo poder [...] Houve certamente paz, mas foi uma paz manchada de sangue de desastres e assassinatos. | ” |

Numa recente biografia sobre o imperador, Anthony Everitt afirma que, através dos séculos, julgamentos sobre o reinado de Augusto oscilaram entre estes dois extremos, mas salienta que:
| “ | Opostos não têm que ser mutuamente exclusivos, e não somos obrigados a escolher um ou outro. A história de sua carreira mostra que Augusto foi de fato implacável, cruel e ambicioso. Isso somente em parte era um traço pessoal, pois romanos da classe alta eram educados para competir uns com os outros e para se destacar. Contudo, ele combinou uma preocupação primordial de seus interesses pessoais com um profundo patriotismo, baseado na nostalgia das antigas virtudes de Roma. Em sua capacidade como príncipe, egoísmo e altruísmo coexistiram em sua cabeça. Enquanto lutava pelo domínio, deu pouca atenção à legalidade ou às civilidades normais da vida política. Foi insincero, indigno de confiança e sedento de sangue. Mas, uma vez estabelecida sua autoridade, governou eficiente e justamente, geralmente permitindo liberdade de discurso, e promoveu o governo da lei. Foi imensamente trabalhador e esforçou-se tão duro como qualquer parlamentar democrático para tratar seus colegas senadores com respeito e sensibilidade. Ele não sofreu de ilusões da grandeza. | ” |

Tácito era da crença de que Nerva (r. 96–98) com sucesso "misturou duas ideias anteriormente opostas, principado e liberdade". O historiador do século III Dião Cássio reconheceu Augusto como um governante moderado e benigno, embora, como muitos outros historiadores após sua morte, o tenha visto como um autocrata. O poeta Lucano era da opinião de que a vitória de Júlio César sobre Pompeu e a queda de Catão, o Jovem marcou o fim da liberdade tradicional em Roma. O historiador Chester G. Starr escreve de sua evitação de criticá-lo: "talvez Augusto fosse uma figura demasiado sagrada para se acusar diretamente".
O escritor anglo-irlandês Jonathan Swift em seu Discurso sobre competições e dissensões em Atenas e Roma criticou-o abertamente por instalar tirania sobre Roma e comparou a que acreditava virtuosa monarquia constitucional da Grã-Bretanha com a república moral de Roma do século II a.C.. Em sua crítica a ele, o almirante e historiador Thomas Gordon comparou-o com o tirano puritano Oliver Cromwell. Thomas Gordon e Montesquieu ressaltaram que era covarde em batalha. Em suas Memórias da Corte de Augusto, o escocês Thomas Blackwell considerou-o governante maquiavélico, "usurpador vingativo e sedento de sangue", "perverso e sem valor", "um espírito mau" e um "tirano".

### Reformas na receita

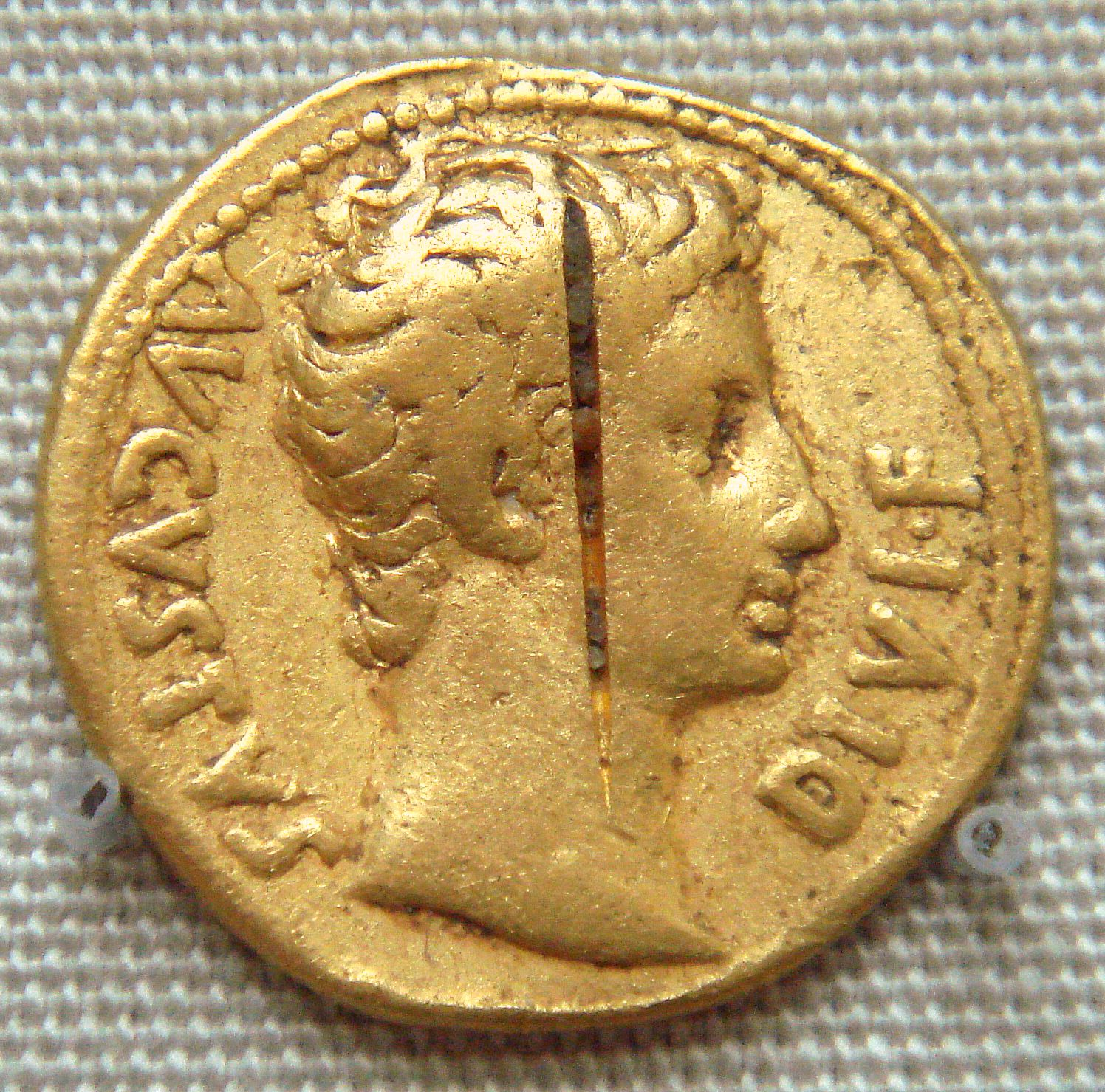
Moeda de Augusto encontrada no tesouro de Puducotai (atual Tamil Nadu, Índia) pertencente ao Império Pandia.
Atualmente no Museu Britânico

As reformas de Augusto na receita pública tiveram um grande impacto sobre o sucesso subsequente do Império. Ele levou para uma parcela muito maior da base territorial expandida do Império uma taxação direta e consistente de Roma, em vez dos tributos variáveis, intermitentes e de certa forma arbitrários para cada província, como seus antecessores tinham feito. Esta reforma aumentou grandemente a receita líquida romana por suas aquisições territoriais, estabilizou seu fluxo e regularizou a relação financeira entre Roma e as províncias, em vez de provocar novos ressentimentos com cada nova cobrança arbitrária de tributo.
As medidas de taxação de seu reinado foram determinadas por censos populacionais, com cotas fixas para cada província. Os cidadãos de Roma e da Itália pagavam tributos indiretos, enquanto das províncias eram cobrados tributos diretos. Dentre os tributos indiretos havia uma taxa de 4% sobre o preço de escravos, uma de 1% sobre bens vendidos em leilão e uma de 5% sobre a herança de propriedades avaliadas acima de 100 000 sestércios por pessoas que não os parentes mais próximos.
Outra importante reforma foi a abolição da coleta privada de impostos, que foi substituída pelo serviço civil assalariado de coletor de impostos. Contratados privados que levantavam os impostos foram a norma durante a República, e alguns se tornaram suficientemente poderosos para influenciar a quantidade de votos para os políticos em Roma. Os coletores fiscais (publicanos) tinham péssima reputação por suas depredações, bem como grandes fortunas privadas, por adquirirem o direito de taxarem áreas locais.
A receita de Roma era a soma das propostas vencedoras, e os lucros dos coletores fiscais consistia das quantias adicionais que eles conseguiam espremer à força da população, com a bênção de Roma. A falta de supervisão efetiva, combinada com o desejo dos coletores fiscais de maximizar seus lucros, produziu um sistema de cobranças arbitrárias que foi, com frequência, barbaramente cruel para os contribuintes, amplamente (e com precisão) percebida como injusta e muito prejudicial para os investimentos e a economia.

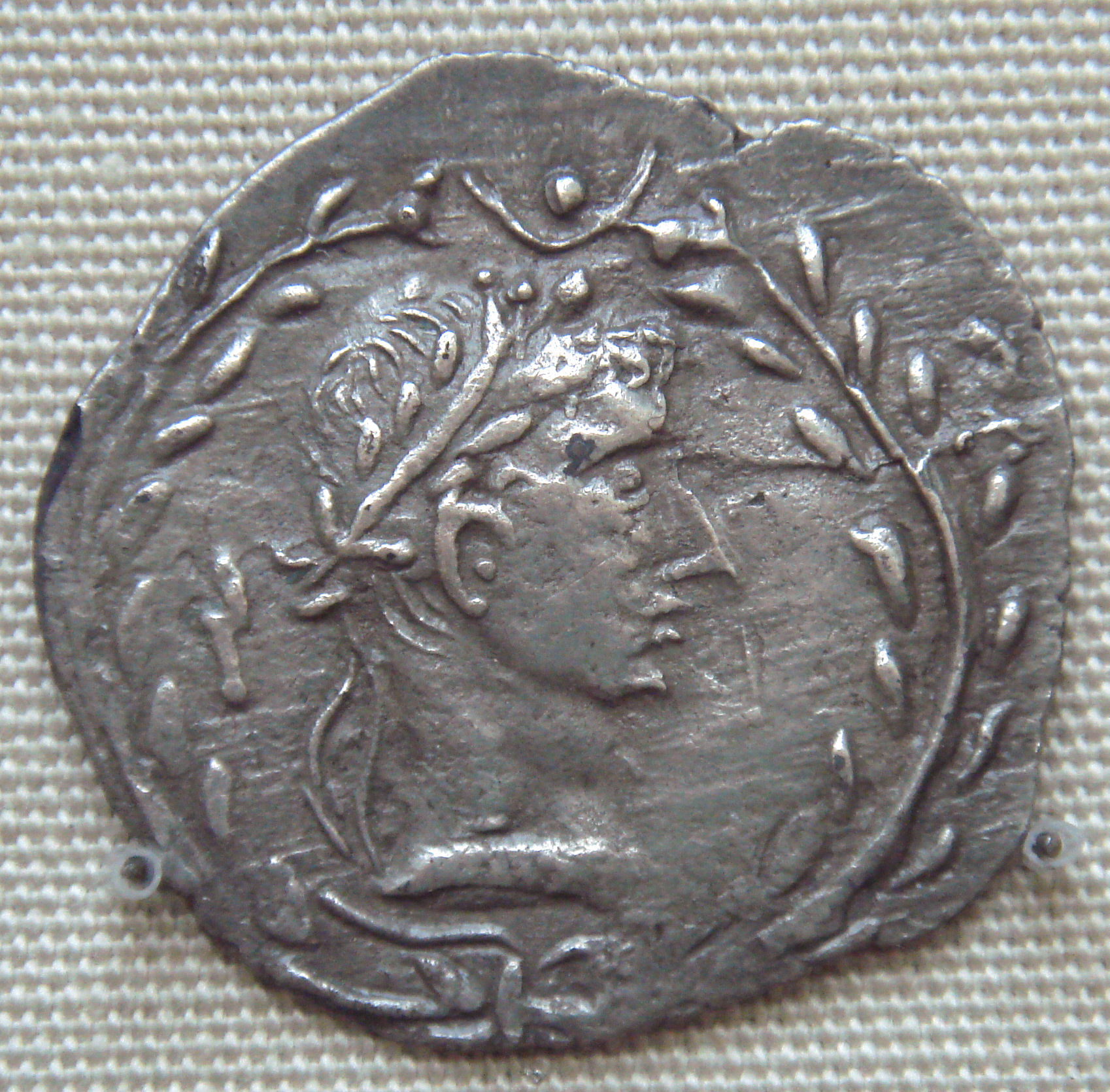
Moeda do Reino Himiarita, ao sul da Arábia. É também uma imitação de uma moeda de Augusto, século I

O uso dos imensos aluguéis de terra do Egito para financiar as operações do Império resultaram da conquista do Egito por Augusto e da mudança à forma romana de governo. Como era na prática considerado uma propriedade privada do imperador e não uma província imperial, tornou-se parte do patrimônio de cada um dos imperadores subsequentes. Em vez de um legado ou procônsul, Augusto instalou um prefeito da classe equestre para administrar o Egito e manter seus lucrativos portos marítimos; esta posição tornou-se a mais alta conquista política para qualquer equestre, além da de prefeito da guarda pretoriana. O território agrícola altamente produtivo do Egito rendeu enormes receitas, que estavam disponíveis para ele e seus sucessores pagarem por obras públicas e expedições militares, além de pão e circo à população de Roma.

### Mês de agosto
O mês de agosto (em latim: Augustus) foi nomeado em honra a Augusto. Até seu tempo era chamado sextil (sextilis em latim) devido ao fato de ter sido o sexto mês do calendário romano original. Uma história comumente repetida diz que agosto tinha 31 dias porque Augusto quis que seu mês coincidisse em tamanho com o julho de Júlio César, mas isso foi uma invenção do estudioso do século XIII João de Sacrobosco. Sextil tinha 31 dias antes de ser renomeado, e não foi escolhido por seu comprimento (ver calendário juliano). De acordo com o senatus consultum citado por Macróbio, sextil foi renomeado em honra a Augusto porque vários dos eventos significativos de sua ascensão ao poder, culminando com a queda de Alexandria, ocorreram naquele mês.

### Forças armadas

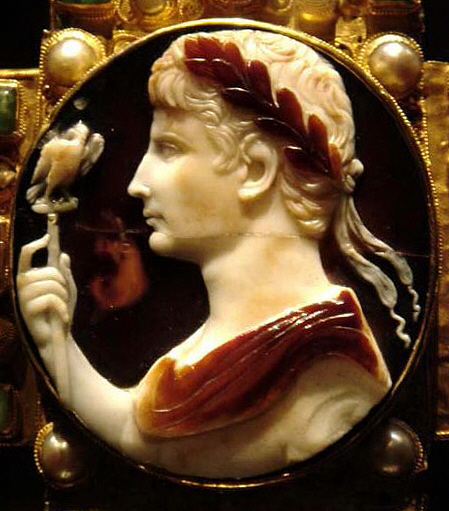
Camafeu de Augusto presente na Cruz de Lotário

Com o fim das guerras civis, Augusto também foi capaz de criar um exército permanente para o Império Romano, fixado em 28 legiões com cerca de 170 000 soldados, que eram apoiados por numerosas unidades auxiliares de 500 soldados cada, frequentemente recrutadas nos territórios recém-conquistados.
Além disso, com suas finanças assegurando a manutenção das estradas através da Itália, ele também implantou um sistema oficial de mensageiros com estações de conexão supervisionadas por um oficial militar conhecido como prefeito dos veículos (praefectus vehiculorum). Ademais do advento de uma comunicação mais rápida entre os políticos italianos, a extensiva construção de estradas também permitiu que os exércitos romanos marchassem rapidamente e num ritmo sem precedentes através do país. No ano 6, Augusto estabeleceu o erário militar, doando 170 milhões de sestércios para o novo tesouro militar que suportava soldados ativos e aposentados.
Sob Augusto, Roma foi totalmente transformada, com a institucionalização da primeira força policial e de bombeiros da cidade, respectivamente as coortes urbanos (cohortes urbanae) e os vigiles urbanos (vigiles urbani), e com o estabelecimento do prefeito municipal (praefectus municipii) como um cargo permanente. A força policial foi dividida em coortes de 500 homens cada, enquanto as unidades de bombeiros variavam de 500 a 1 000 homens cada, com sete unidades atribuídas para os 14 setores da cidade. Um prefeito dos vigias (praefectus vigilum) foi designado como encarregado dos vigiles.
Uma das instituições mais duradouras de Augusto foi a guarda pretoriana, estabelecida em 27 a.C., originalmente como uma unidade de guarda pessoal no campo de batalha e que evoluiu para uma guarda imperial, bem como uma importante força política em Roma. Ela tinha o poder de intimidar o senado, instalar novos imperadores e depor aqueles de que desgostava. O último imperador a quem serviu foi Maxêncio (r. 306–312) e foi Constantino (r. 306–337) quem desmontou esta unidade e destruiu seu quartel, o acampamento pretoriano.

### Projetos de construção

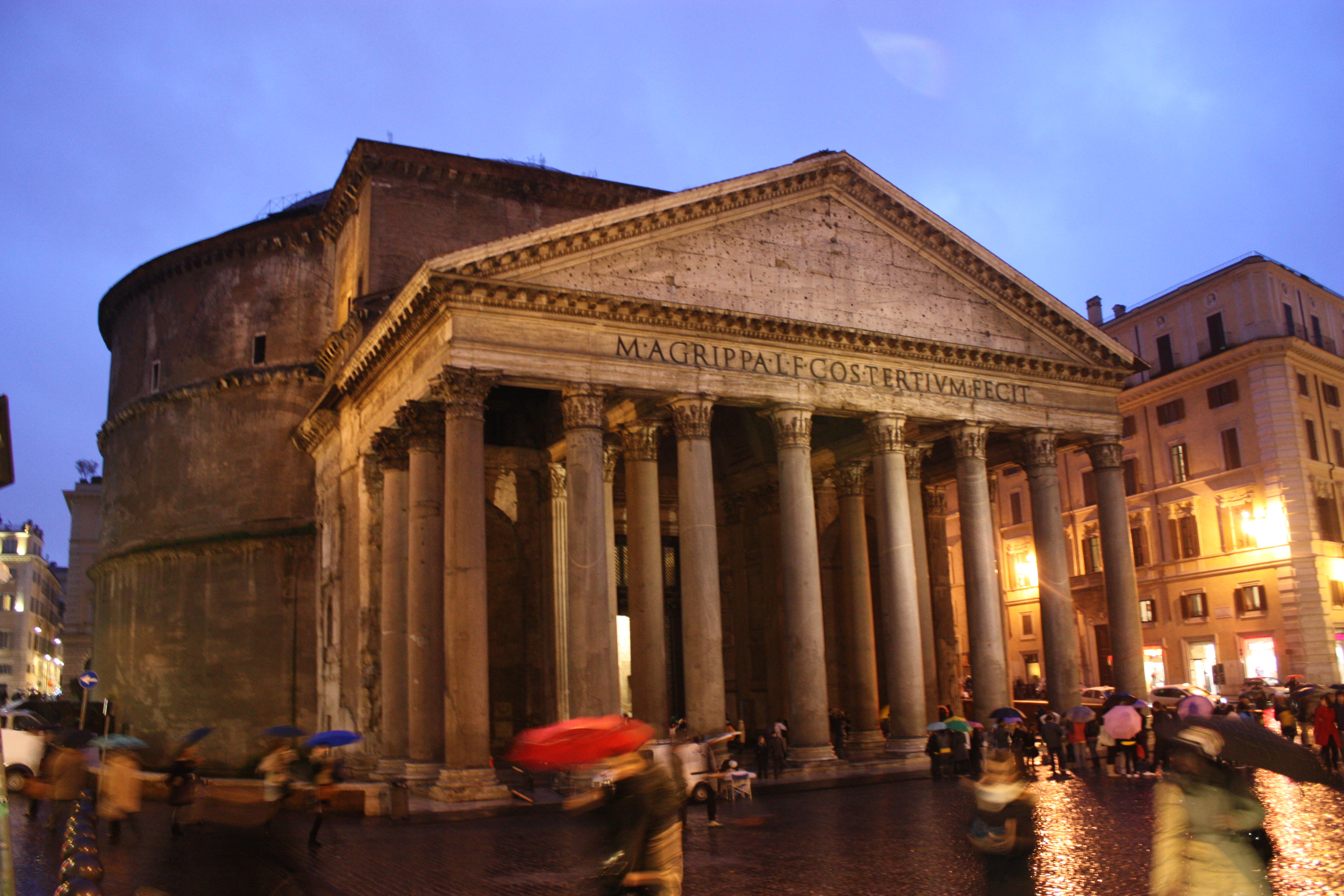
Panteão

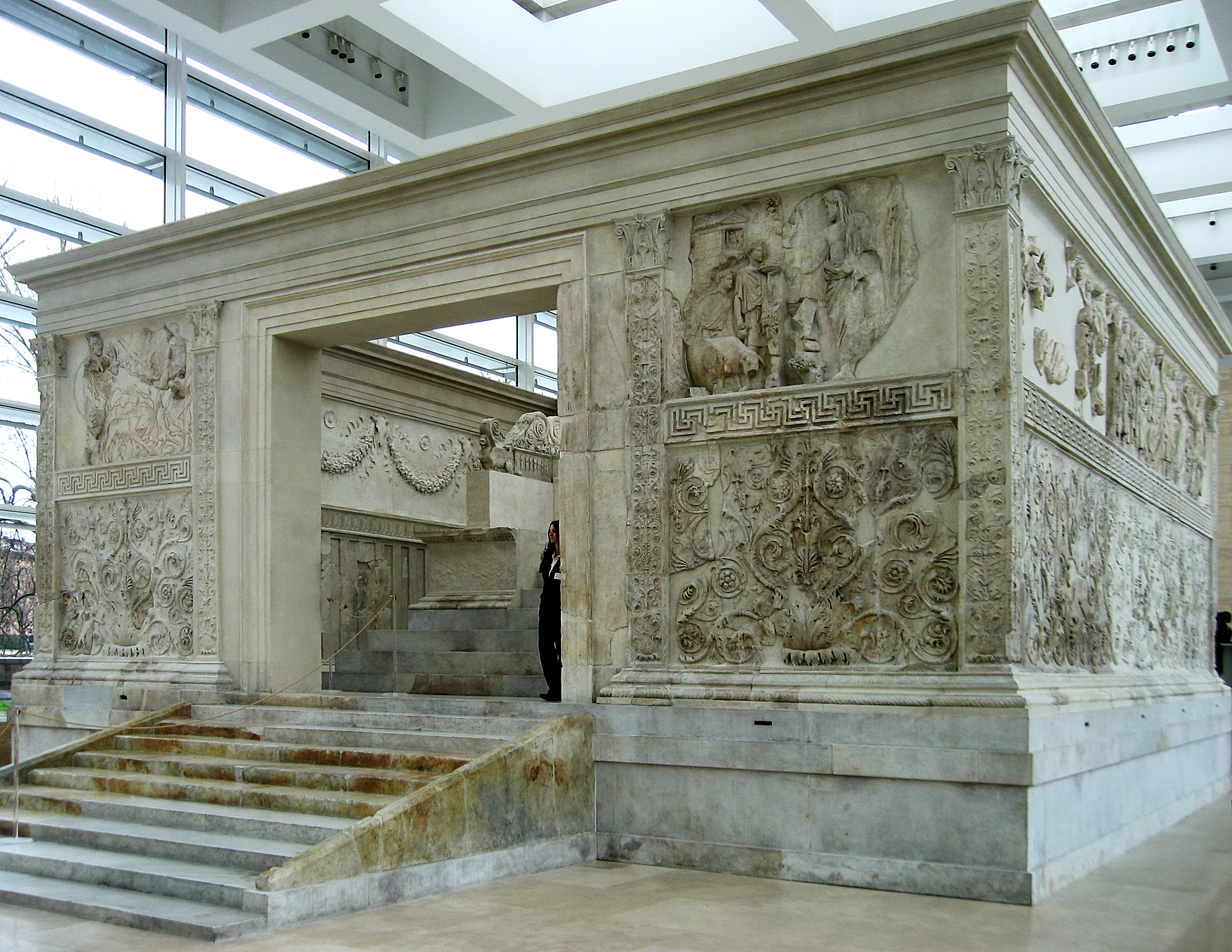
Altar da Paz

Na esfera da arquitetura, Augusto promoveu um extenso programa de construção que incluiu construções, restaurações e decorações, financiadas com seus recursos privados. Tal programa torna-se expresso na célebre frase proferida em seu leito de morte: "Encontrei uma Roma de tijolos; dei uma de mármore para vocês". Embora haja alguma verdade no significado literal disso, Dião Cássio afirma que foi uma metáfora à força do império. Mármore pode ser encontrado em edifícios de Roma anteriores a Augusto, mas não era extensivamente usado como um material de construção até seu reinado. Embora isso não se aplique às favelas de Subura, que ainda eram tão frágeis e propensas a incêndios como sempre, ele deixou uma marca sobre a topografia monumental do centro e do Campo de Marte.
O estilo augustano pode ser entendido como uma mistura de conservadorismo e inovação, frequentemente associado a um olhar grego por meio do emprego da ordem coríntia, que tornou-se o estilo arquitetônico dominante a partir de Augusto. Suetônio certa vez comentou que Roma era indigna de seu estatuto como uma capital imperial, uma vez que o príncipe e Agripa haviam desmantelado este sentimento ao transformar a aparência de Roma num modelo grego clássico. Para celebrar sua vitória na Batalha de Áccio, um Arco de Augusto foi erguido em 29 a.C., sendo erguido outro, em 19 a.C., no Vico Vestal entre o Templo de César e o Templo de Castor e Pólux, para celebrar sua reconquista dos estandartes de guerra perdidos por Crasso em 53 a.C. para o Império Parta. Era no segundo que originalmente encontravam-se os Fastos Capitolinos. Augusto também construiu o Altar da Paz (Ara Pacis), com inúmeros relevos que representam os cortejos imperiais dos pretorianos, as vestais e os cidadãos de Roma, um relógio monumental, cujo gnômon central era um obelisco tomado do Egito, o Diribitório, o Templo de César, a Biblioteca e o Templo de Apolo Palatino e o Fórum de Augusto com seu Templo de Marte Ultor.
Outros projetos também foram encorajados, tais como a reforma do Septa Júlia de Júlio César, que tornou-se palco de lutas de gladiadores, e a construção do Teatro de Balbo, o Panteão, as Termas, o Estagno e o Euripo de Agripa, ou custeados em nome de outros, frequentemente parentes, como por exemplo o Pórtico de Otávia, o Macelo de Lívia e o Teatro de Marcelo. Mesmo seu mausoléu foi construído antes de sua morte para abrigar os membros de sua família. Há também muitos edifícios construídos fora da cidade de Roma que portam seu nome e legado, tais como o Teatro de Mérida, na atual Espanha, o Maison Carrée de Nîmes e o Templo de Augusto e Lívia de Vienne, ambos na França, e o Troféu de Augusto em La Turbie, próximo de Mônaco.

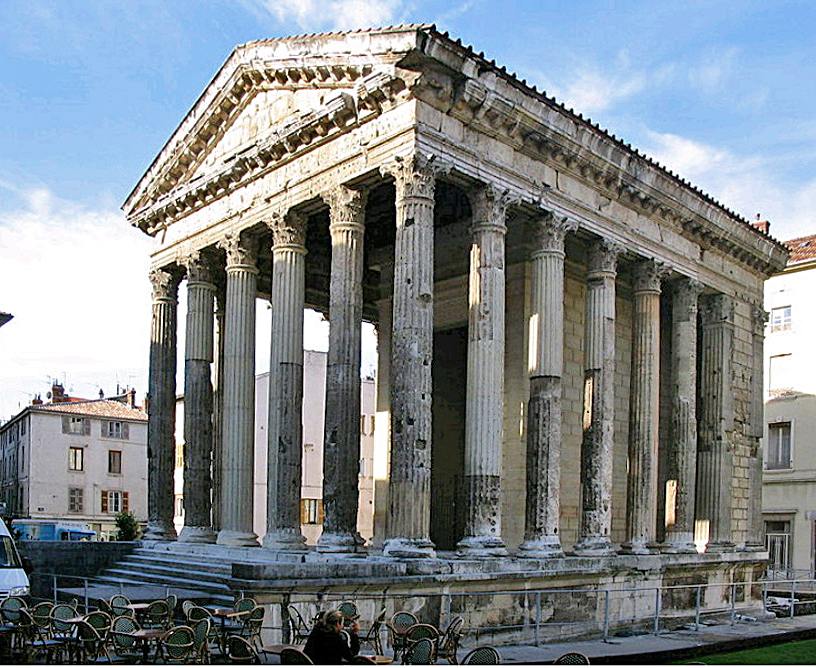
Templo de Augusto e Lívia em Vienne, final do século I a.C.

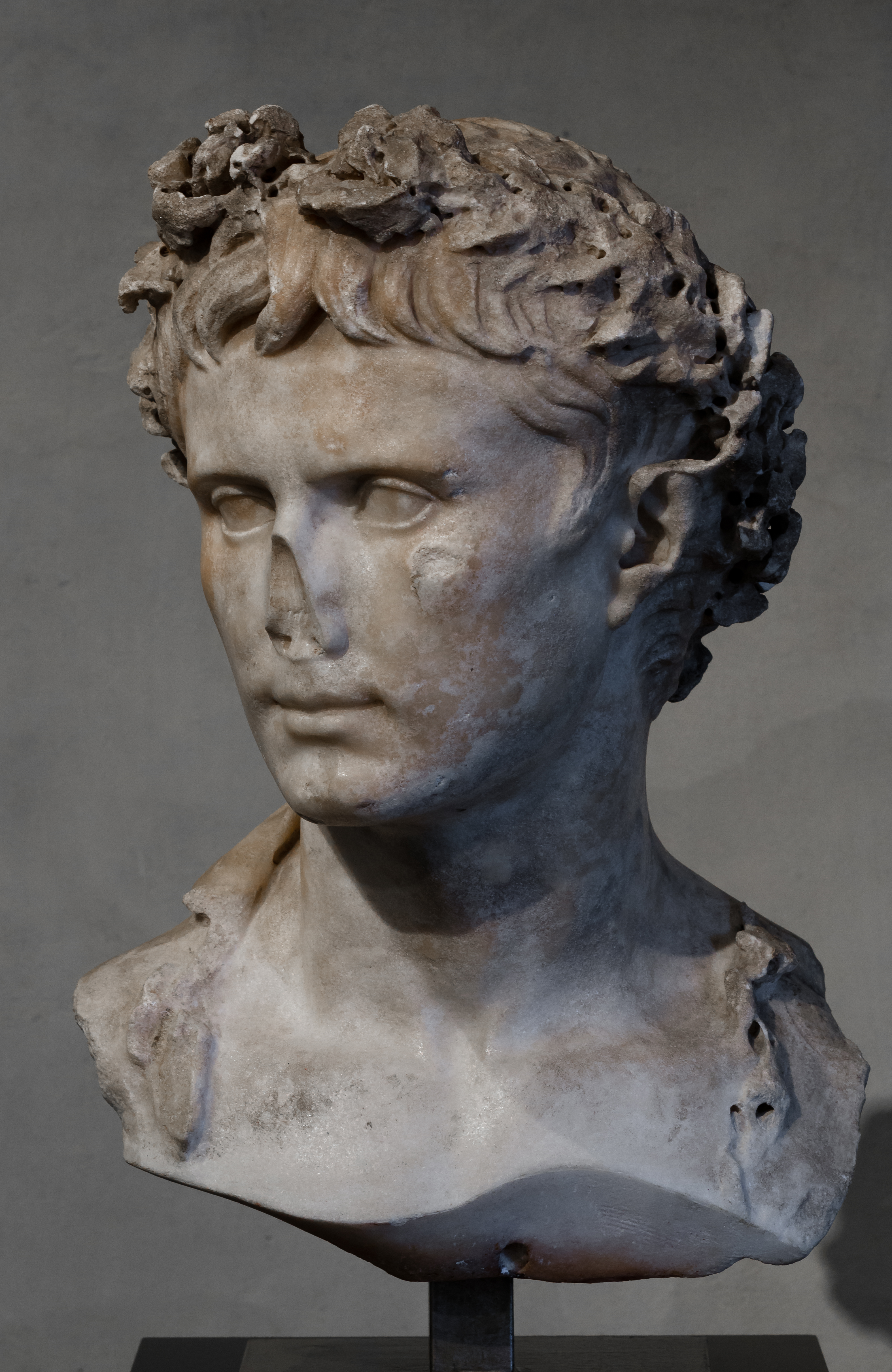
Busto de ca. encontrado na villa de Chiragan, Gália. Atualmente no Museu de São Raimundo, Toulouse

Após a morte de Agripa em 12 a.C., uma solução tinha que ser encontrada à manutenção do suprimento de água de Roma. Tal discussão se deveu ao fato de Agripa supervisionar a questão quando serviu como edil e de, como cidadão privado, financiá-lo. Naquele ano, o imperador organizou um sistema onde o senado designou três de seus membros como os principais comissários encarregados do suprimento de água e de assegurar que os aquedutos da cidade não ficassem sem manutenção. No final da era augustana, a comissão de cinco senadores chamada curatores locorum publicorum iudicandorum ("supervisores da propriedade pública") foi encarregada da manutenção dos edifícios públicos e templos do culto estatal. Augusto também criou o grupo senatorial dos curadores viários (curatores viarum) para manutenção das estradas. Esta comissão senatorial trabalhou com oficiais locais e contratantes para organizar reparos regulares.

### Previdência
Augusto assegurou sua posição cortando os vínculos de dependência e lealdade pessoal entre os exércitos e seus comandantes individuais, em grande parte graças a criação do primeiro programa de previdência pública do mundo. Augusto estabeleceu termos e condições uniformes para o serviço no Exército, fixando para os legionários um prazo-padrão de dezesseis anos (logo aumentado para vinte) e garantindo-lhes na aposentadoria um pagamento, com dinheiro público, no valor de cerca de vinte vezes o pagamento anual, ou o equivalente disso em terras. Essas medidas acabaram de vez com a dependência que os soldados tinham de seus generais, que eram os provedores de suas aposentadorias — o que, no último século da República, havia feito com que a lealdade particular dos soldados aos seus comandante superasse muitas vezes sua lealdade a Roma. Em outras palavras, após centenas de anos de uma milícia entre o público e o privado, Augusto nacionalizou totalmente as legiões romanas e excluiu-as da política.
Essa reforma foi uma das medidas mais caras que Augusto tomou, e era quase insustentável. A não ser que ele tenha cometido um erro grosseiro de aritmética, o custo é uma indicação da alta prioridade que dava a esse aspecto. Num cálculo grosseiro, usando os valores conhecidos dos salários dos militares, a conta anual para um pagamento normal e mais os pacotes de aposentadoria para o Exército todo daria algo em torno de 450 milhões de sestércios. Isso era equivalente, em um cálculo ainda mais grosseiro, a mais da metade da receita anual de impostos do Império. Há claros indícios de que, mesmo com as imensas reservas do Estado e do imperador juntas, seria difícil conseguir esse dinheiro.

### Literatura
No período augustano, a literatura prosperou enormemente no mundo romano. Muito da literatura produzida nesta época provém de homens que construíram suas carreiras durante os anos do Segundo Triunvirato, por meio do patrocínio de particulares, alguns deles associados com Augusto. O patrocínio de círculos literários era comum, mas desde o século II a.C. foi praticamente abandonado. Em torno de Caio Cílnio Mecenas, um dos mais próximos associados do príncipe, formou-se um círculo que promoveu Virgílio e Horácio, enquanto outro formou-se em torno de Marco Valério Messala Corvino e promoveu Ovídio e Tibulo. Além deles, autores como Marco Vérrio Flaco, Propércio, Tito Lívio e Higino também estiveram ativos.
A literatura augustana produziu os mais amplamente lidos, influentes e duradouros poetas romanos. Os poetas republicanos Catulo e Lucrécio foram reconhecidos como seus predecessores, ao passo que Lucano, Marcial, Juvenal e Estácio figuram como seus herdeiros da chamada "Idade de Prata" da literatura latina. Embora Virgílio por vezes seja considerado um "poeta cortesão", sua Eneida, a mais importante das épicas latinas, permite leituras complexas sobre a fonte e significado do poder de Roma e as responsabilidades de um bom líder. Os trabalhos de Ovídio foram amplamente populares, mas o poeta foi exilado por Augusto em um dos grandes mistérios da história da literatura. Entre os trabalhos em prosa, a história monumental de Tito Lívio é preeminente por seu escopo e realização estilística. A obra em vários volumes Sobre Arquitetura de Vitrúvio, um arquiteto patrocinado pelo próprio imperador, permanece de grande interesse informacional.
Questões pertinentes ao tom, ou à atitude dos escritores em relação a seu assunto, são ponto de grande interesse entre os estudiosos que estudam o período. Em particular, o esforço de entender a extensão do avançar, apoiar, criticar ou minar as atitudes políticas e sociais promulgadas pelo regime, formas oficiais que foram frequentemente expressas em media estética. Para os historiadores, a literatura augustana enveredou para uma propaganda ao regime, não por algum tipo de controle estatal, mas por um sentimento de gratidão e alívio da parte dos patronos e escritores ao fato de Augusto ter trazido estabilidade e paz para os assuntos públicos.

## Aparência física e imagens oficiais

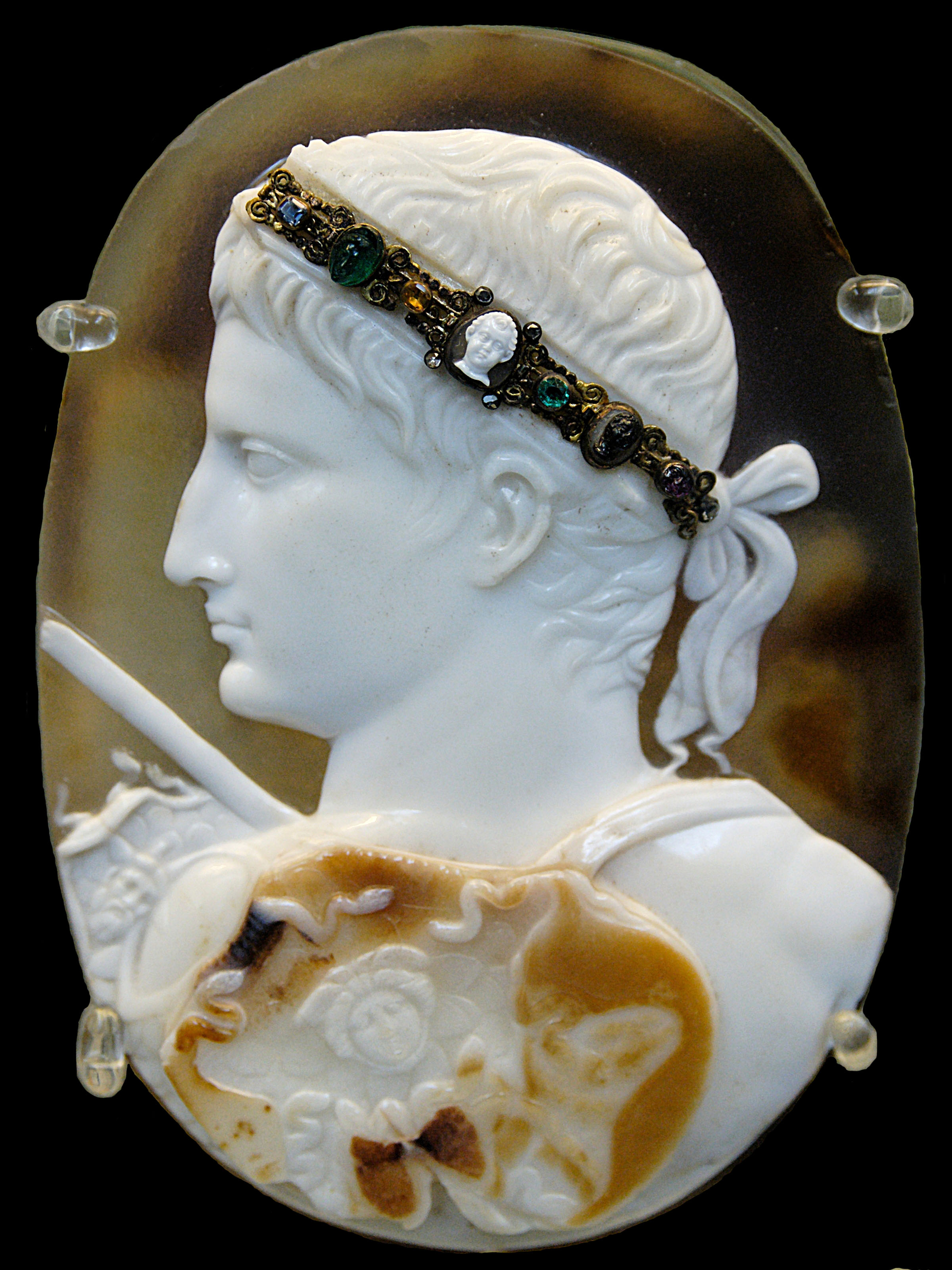
O camafeu Blacas, em ônix, retratando Augusto trajando um gorgonião. Ca. 20-50

Seu biógrafo Suetônio, escrevendo cerca de um século após sua morte, descreve sua aparência como:
| “ | [...]Ele era incomumente bonito e extremamente gracioso em todos os períodos de sua vida, embora não se importasse com nenhum adorno pessoal. Estava tão longe de ser cuidadoso sobre o tratamento de seu cabelo, que tinha vários barbeiros trabalhando às pressas ao mesmo tempo, e quanto a sua barba, às vezes a tinha aparada e às vezes raspada, enquanto ao mesmo tempo estava lendo ou escrevendo alguma coisa [...] Ele tinha olhos claros e brilhantes [...] Seus dentes eram afastados, pequenos e mal conservados; seu cabelo era ligeiramente cacheado e inclinando para dourado; suas sobrancelhas se juntavam. Suas orelhas eram de tamanho moderado, e seu nariz se projetava um pouco no topo e então inclinava-se ligeiramente para dentro. Sua pele era entre escura e clara. Ele foi pequeno de estatura (embora Júlio Marato diga que possuía 1,75 m de altura), mas isso era ocultado pela excelente proporção e simetria de sua figura, e era perceptível apenas por comparação com alguma pessoa mais alta de pé ao lado dele. [...] | ” |

Suas imagens oficiais eram muito firmemente controladas e idealizadas, extraídas de uma tradição do retrato real helenístico em vez do tradicional realismo do retrato romano. Ele aparece pela primeira vez em moedas aos 19 anos, e de ca. 29 a.C., "a explosão em número de retratos augustanos atestam uma combinada campanha de propaganda destinada a dominar todos os aspectos da vida civil, religiosa, econômica e militar com a pessoa de Augusto". As primeiras imagens de fato descreveram um homem jovem, mas embora tenha havido mudanças graduais, suas imagens mantiveram-no juvenil até sua morte aos 70, altura em que tinha "um distanciado ar de majestade sempre jovem". Dentre os melhores dos muitos retratos conhecidos estão o Augusto da Prima Porta, a imagem sobre o Altar da Paz e o Augusto da Via Labicana, que o mostra como um sacerdote. Vários camafeus retratísticos incluem o Camafeu Blacas e a Gema Augusta.